# 路德维希·维特根斯坦
路德维希·約瑟夫·約翰·维特根斯坦（1889年4月26日—1951年4月29日），奧地利哲學家，后入英国籍。维特根斯坦是20世纪最具影响力的哲学家之一，其研究领域主要在逻辑学、语言哲学、心灵哲学和数学哲学等方面。
1929年至1947年，维特根斯坦任教於剑桥大学。 他生前出版的著作不多，只有1921年的《逻辑哲学论》、一篇论文、一篇书评以及一本奧地利小學生的字典。 他的大量手稿于死后编辑出版，其中最著名的是出版于1953年的《哲学研究》，被认为是引导了语言哲学新的走向。一项调查显示，此书被认为是20世纪哲学最重要的作品之一，作为“20世纪哲学的跨领域杰作，吸引了不同专业和哲学方向的兴趣”。
维特根斯坦的哲学常被划分为早期与晚期，早期的代表作为《逻辑哲学论》，而晚期代表作为《哲学研究》。 “早期维特根斯坦思想”关注世界与命题间的逻辑构造，此时的维特根斯坦相信，我们可透过这类构造解决所有哲学问题。但是“晚期维特根斯坦思想”否定了《逻辑哲学论》中的大部分设想，认为词语的意义只在给定的语言游戏中才可更好理解。
维特根斯坦生于维也纳巨富家族，1913年从父亲那里继承了巨额遗产。一战前，他“向《Der Brenner》杂志编辑路德维希·冯·菲克挑选的有需要的诗人和艺术家提供了慷慨资助，其中包括格奥尔格·特拉克尔、莱纳·玛利亚·里尔克和建筑师阿道夫·路斯。” 第一次世界大战后，维特根斯坦陷入抑郁，他把剩余的遗产送给了兄弟姐妹。 维特根斯坦有三个兄长死于自杀；他曾多次离开学术界：在一战时担任前线军官时，多次因勇气而受表彰；在奥地利偏远乡村担任小学老师时，因使用体罚（尤其是在数学课堂）而受争议；二战时在伦敦一家医院担任搬运工，告诉病人不要服用医生开的药品；在泰恩河畔纽卡斯尔的皇家维多利亚诊所担任实验员。他后来对这些事件表示悔恨，并在余生致力于第二份手稿的发表，也即死后出版的《哲学研究》。

维特根斯坦对现代性以及他的同事提出的科学主义持反对态度，他在《文化与价值》中评论道：
典型的西方科学家是否理解我的作品，这并不重要，因为他无论如何也无法理解我所写的灵魂一词。我们的文明被“进步”所定义。进步便是它的形式，作出进步却不是它的特征。它不断构造，忙于构造一个越发复杂之物。明晰性已不再是它的目的，而只作为一种手段。但对我而言，明晰有内在的价值，我对构造理论大厦没有兴趣，但希望可以明晰的理解它们的地基。
用他的朋友冯·赖特的话说，维特根斯坦认为——
他的观点已被广泛误解和扭曲，即使在学科专业人士那里也不例外。他对未来自己能被更好理解表示怀疑。有次他说，他感到自己正为思想方式完全不同的人写作，这些人呼吸着与现代人不同的空气。

## 背景

### 家世

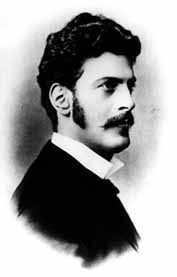
路德维希·维特根斯坦的父亲卡尔·维特根斯坦，他曾是欧洲最富有的人之一。

根据第二次世界大战后保存于耶路撒冷的族谱，路德维希·维特根斯坦的高祖父摩西·迈尔是犹太裔土地经理商，与其妻子布伦德尔·西蒙居住在威斯特法伦的锡根-维特根施泰因县。 1808年7月，拿破仑下令包括犹太人在内的所有居民都需要选择一个家族姓氏，因此迈尔的儿子（也即路德维希的曾祖父）用了雇主赛恩-维特根斯坦的姓氏。 路德维希的祖父赫尔曼·克里斯蒂安·维特根斯坦在名字中增加了“克里斯蒂安”，以掩饰自己的犹太身份。赫尔曼娶了同为犹太人的芳妮·菲格多尔为妻，她是小提琴家约瑟夫·约阿希姆的堂妹，在结婚前夕转信新教。两人在莱比锡创立了极为成功的羊毛生意。
赫尔曼与其妻子有11个孩子，其中包括维特根斯坦的父亲，后来成为欧洲钢铁巨头的卡尔·维特根斯坦。到1880年代，凭借对奥地利钢铁产业的垄断，卡尔已跻身欧洲最富有的人之列。 得益于他的产业，维特根斯坦家族成为了奥地利仅次于罗斯柴尔德，排名第二富有的家族。 卡尔·维特根斯坦常被视为奥地利的安德鲁·卡内基，事实上他们两人也为好友。 1898年卡尔开始在海外投资，因此他的家族在一定程度上避免了1922年奥地利恶性通货膨胀的影响。 在1918年恶性通货膨胀及随之而来的大萧条期间，维特根斯坦家族资产大幅缩水，不过直到1938年其单在维也纳还拥有13处房产。

### 早年

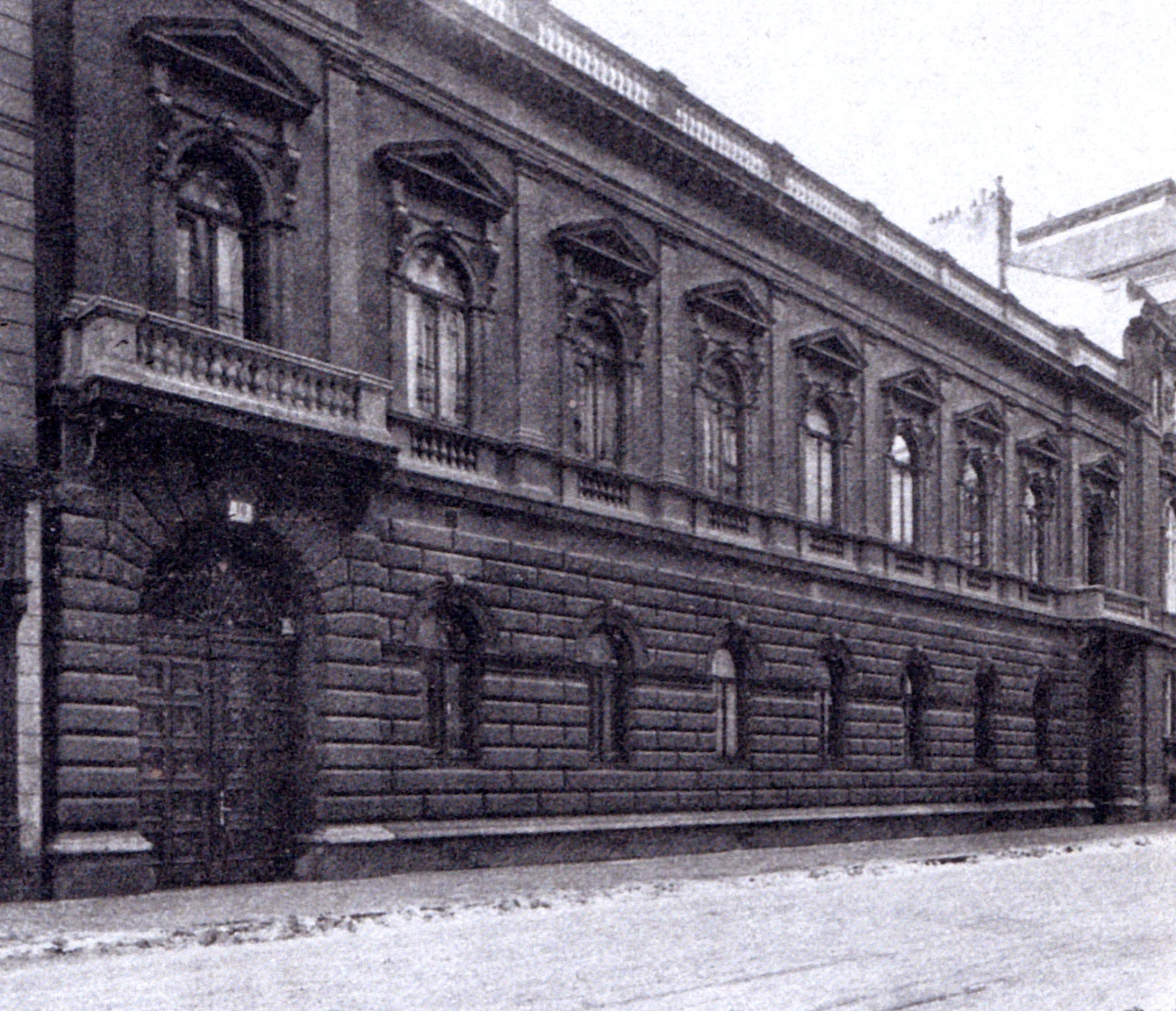
维特根斯坦家，摄于1910年左右

路德维希的母亲名为利奥波尔蒂勒·玛丽亚·约瑟夫·卡尔姆斯，朋友常叫她波尔蒂。她的父亲是捷克犹太人，母亲是奥地利-斯洛维尼亚天主教徒，是路德维希四位祖父母中唯一的非犹太人。 她也是诺贝尔经济学奖获得者弗里德里希·哈耶克的姨妈。

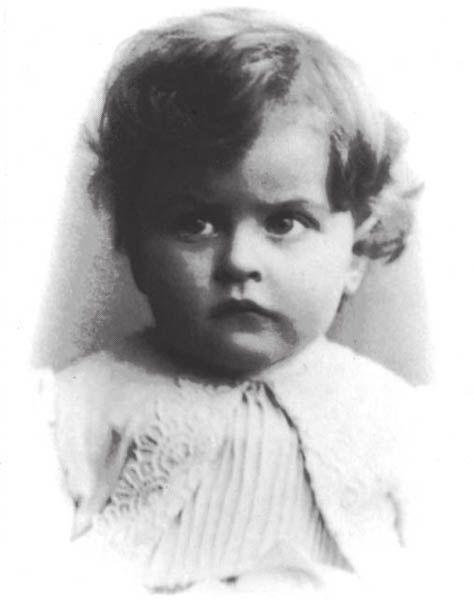
婴儿时的路德维希·维特根斯坦（1890年）

路德维希‧维特根斯坦于1889年4月26日晚上8点30分出生于“维特根斯坦宫殿”，这座房子位于维也纳附近新瓦尔代格教区新瓦尔德格大街38号。卡尔和波尔迪共有九个子女——四个女儿：赫尔米勒、玛格丽特（格蕾特）、海伦娜，以及出生夭折的朵拉；五个儿子：约翰内斯（汉斯）、库尔特、鲁道尔夫（鲁迪）、保罗——后来成为了著名的独臂钢琴家，以及最小的路德维希。 孩子们作为天主教徒接受洗礼，并接受正式的天主教教育，家庭环境十分严厉。

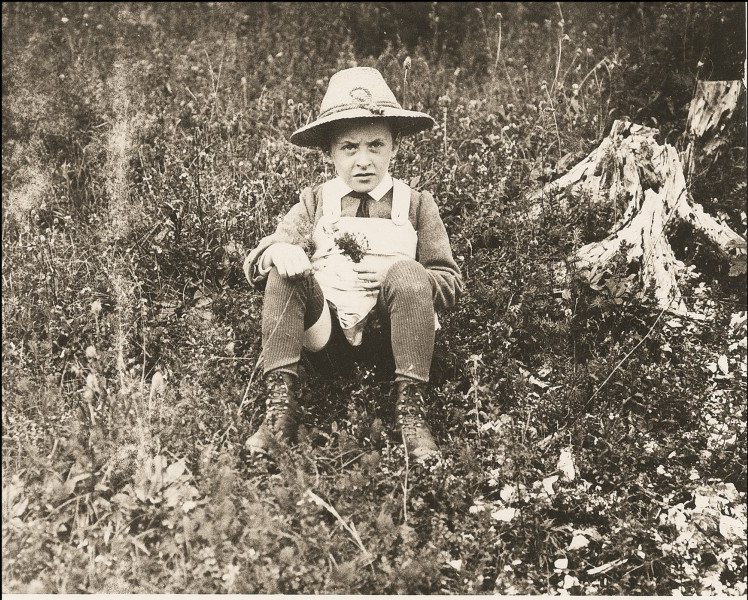
童年时期的维特根斯坦

维特根斯坦家族处于维也纳艺术生活的中心，布鲁诺·瓦尔特曾表示维特根斯坦家充满了“人道和文化的空气”。 卡尔是长期的艺术赞助人，他委托奥古斯特·罗丹创作艺术作品，并资助了维也纳的分离派展览馆。古斯塔夫·克林姆为维特根斯坦的姐姐创作婚礼肖像，约翰内斯·勃拉姆斯、马勒等音乐家也是这个家庭的常客。

不过，路德维希偏好精确和纪律性，从未认同当代古典音乐。他在1930年的信中写道：
音乐在勃拉姆斯的陪伴下戛然而止，甚至在勃拉姆斯的音乐中，我也开始听见机械的噪音。
路德维希拥有绝对音高，音乐在他后续生涯中仍有重要影响。他常在作品中以音乐为示例或隐喻，并且擅长用口哨吹奏长而复杂的音乐片段。 他在三十多岁时学习了单簧管。 在其1931年的笔记中，人们还发现了他创作的三小节音乐片段。

### 家庭氛围

维特根斯坦兄弟姐妹们，左起：海伦（1879-1956）、保罗（1887-1961）、赫敏（1874-1950）、路德维希（1889-1951）和玛格丽特 (1882-1958)

根据路德维希·维特根斯坦传记作者雷·蒙克的叙述，卡尔原本准备将他的孩子培养为行业领袖，因此没有将其送入正规学校（他认为在那里会染上不良习性），而是让他们在家中接受教育。 路德维希五兄弟中有三个先后自杀。 精神医师迈克尔·菲茨杰拉德认为，卡尔过于追求完美，缺乏同理心，而母亲波尔蒂则过度焦虑，缺乏安全感，无法阻止他的丈夫。 约翰内斯·勃拉姆斯如此评价这个家庭：
他们彼此对立，像是身在法庭。
这个家庭似乎有种遗传的忧郁气息，安东尼·戈特利布曾说有次保罗在房间里练习钢琴，他突然向隔壁的路德维希喊叫：
你在家里的时候我根本没法专注练琴，我可以感受到你从门缝里渗进来的怀疑！
这个家庭拥有七架钢琴，每个孩子都“极其热情，甚至近乎病态的”追求音乐。 最年长的孩子汉斯·维特根斯坦是音乐神童，四岁时可从驶过的警车笛声中分辨出因多普勒效应造成的四分一音下降，五岁时在两支铜管乐队以不同曲调演奏同一曲目时喊叫“错了！错了！”然而，1902年汉斯离家出走前往美国，在切萨皮克湾的一艘船上神秘失踪，很可能死于自杀。
两年后，就读于普鲁士科学院的鲁迪·维特根斯坦在柏林一家酒吧自杀。死前他请求钢琴师弹唱托马斯·科沙特的《被遗弃，被遗弃，我被遗弃了》（德語：Verlassen, verlassen, verlassen bin ich），随后饮下了混有氰化钾的牛奶。鲁迪留下了几封遗书，在给父母的信中，他表示自己对一个朋友的去世过于悲伤，在另一笔记中他表示自杀是因为抱有“对自己不正当倾向的疑问”。据说鲁迪曾向反对德国刑法175条、支持同性恋运动的科学人道委员会寻求建议。在他死后，卡尔严禁家庭成员再提起他的名字。

路德维希的另一兄长库尔特曾是一名军官，并担任家族企业经理。1918年10月27日，就在第一次世界大战结束前，库尔特带领的奥地利军队哗变，他开枪自杀。 据安东尼·戈特利布记录，姐姐赫敏曾表示库尔特似乎“带有厌恶生命的细菌”。 路德维希后来写道：
我本应成为……天空中的星星，但我却被束缚在世间。

## 1903-1906：林茨技术中学

### 林茨技术中学
路德维希·维特根斯坦自幼跟随兄姊在家里接受教育。直到兄长汉斯和鲁迪相继自杀身亡，父亲卡尔减少了对子女的严厉要求，维特根斯坦被送往学校学习。然而家庭教育无法使其达到文法学校的接纳标准，直到1903年在通过入学考试后前往林茨的一所以技术著称的实科中学学习，这是一所小型学校，只有大概300名学生。 当时维特根斯坦14岁，在此他开始了3年的正式学校生活。他寄住在当地体育馆教师约瑟夫·斯特里格尔博士家中，家人们昵称他为路奇。

为开始技术学校的学习，维特根斯坦跳级一年。他与学校中其他男孩有很大差别：不寻常的纯正高地德语口音，有点口吃，穿着优雅，性格敏感怯弱。 其他男生时常取笑他，在他身后唱歌“维特根斯坦，真悲惨，一步一蹒跚，维也纳，路真难，大风吹歪了小心肝”（德語：Wittgenstein wandelt wehmütig widriger Winde wegen Wienwärts）。 毕业时，维特根斯坦在宗教课取得了满分（5分），行为和英文2分，法语、地理、历史、数学和物理学3分，德语、化学、几何和绘画4分。 总体而言，他的科学和技术科目比人文科目成绩更差。 德语拼写对维特根斯坦而言尤为困难，他因此在德语写作中考试失利。他在1931年写道：
我到十八九岁时都有拼写困难的毛病，这影响了我后续的性格（我在学习时的弱点）。

### 信仰
维特根斯坦幼时作为天主教徒接受洗礼，这在当时是十分普遍的做法。 在一次采访中，他的姐姐格蕾特说表示祖父“强烈、严厉、半禁欲主义的基督教”对孩子们造成了强烈影响。 在技术学校就读期间，维特根斯坦发觉自己缺乏信仰，根据姐姐格蕾特的推荐，他开始阅读叔本华的《作为意志和表象的世界》。 不过，维特根斯坦仍相信忏悔的重要性，他在日记中记录在技术学校就读时他曾向自己的大姐赫尔米勒有过一次忏悔；蒙克推测这次忏悔主题可能是他的信仰丢失。他也和姐姐格蕾特有过忏悔。 他在青少年时期接受了叔本华的先验唯心论，但在学习数学哲学后抛弃了这一理论，转向了弗雷格的概念现实主义。 晚年时的维特根斯坦对叔本华表示轻蔑，他称其为“肤浅”的思想家：
叔本华的头脑粗糙……真正高深的部分从哪开始，他的思想也就到哪结束。
正如他哲学观点的持续转向，维特根斯坦与基督教信仰的关系也随时间不断变化，但总体而言他都对宗教怀有一种真挚的共情。 1912年，在给罗素的信中，他表示莫扎特和贝多芬是真正的“上帝之子”。 维特根斯坦反对宗教实践，他说自己无法为此“弯下膝盖”，但其祖父的基督教信仰仍对他留下了深远影响——如他所说“我无法脱离宗教视角看待任何问题。” 在《哲学研究》中，他引用了天主教圣人希波的奥古斯丁。从哲学而言，维特根斯坦的思想表现出与宗教话语的一致性。 例如，他是20世纪科学主义最强烈的批评者。 他的宗教信仰源于第一次世界大战时期在奥地利军队的服役生涯，同时他也是陀思妥耶夫斯基和托尔斯泰的忠实读者。 他将自己的战争经历视为遵从上帝旨意而受的试炼，在1915年4月29日的日记中，维特根斯坦写道：
还有——也许——甚至生命。也许接近死亡将带给我生命的光。愿上帝照亮我。我是虫豸，但经由上帝我成为人。上帝与我同在。阿门！
大概就是在这时，他开始认为“基督教确实是通向快乐的唯一可靠的途径”，但他拒绝了宗教信仰即是认定某一特定教义为真的观点。 他视宗教信念为一种生活方式，并拒斥关于上帝存在的理性证明。随年龄渐长，逐渐加深的个人精神特质促使他为此作出了更多的明晰说明，他为宗教中的语言问题作了分析，并攻击了彼时将上帝存在问题视为科学证据多少的诱惑。 1947年，维特根斯坦发觉自己的工作难以取得进展，他写道：
我曾收到了一封奥地利老友来信，他是个牧师。在信中他祝愿我的工作一切顺利，如果上帝意旨如此。这就是我现在所期望的，我期望上帝意旨如此。
维特根斯坦在《文化与价值》评论说：
我所做的（哲学工作）真的值得这些努力吗？是的，但前提是有一道自上而下的光照耀其上。
他的密友诺曼·马尔科姆写道：
维特根斯坦的成年生活浸润在强烈的宗教思维与感觉里。我相信他比许多自认为信徒的人更虔诚。
晚年的维特根斯坦写道：
巴赫在《管风琴集》的扉页上写“荣耀归于至高上帝，而我的邻人或可因此得益。”这就是关于我的作品，我想说的东西。

### 魏宁格的影响

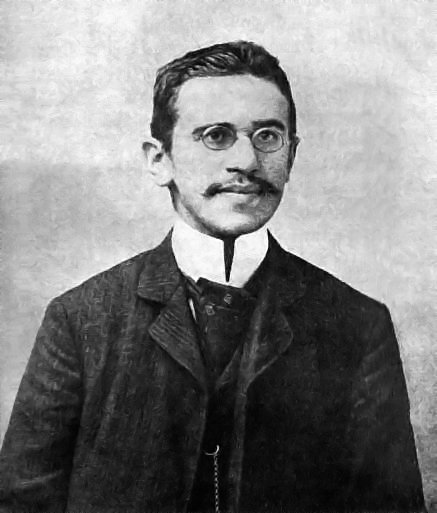
奥地利哲学家奥托·魏宁格 (1880–1903)

中学时期的维特根斯坦受到了奥地利哲学家奥托·魏宁格作品《性与性格》的强烈影响。魏宁格是犹太人，他认为男性与女性的概念只以柏拉图的理型方式存在，而犹太人倾向表现出柏拉图式的女性气息。他认为通常而言，男性是基于理性行动，而女性则是受制于情绪与性器官。接着，魏宁格表示犹太人也如女性，没有真假之分，也没有灵魂。他认为男人必须在意识与无意识中，在雄性和雌性之间、在柏拉图式爱情与性欲之间作出抉择。爱与性的渴望相互对立，因此男人与女人之间的爱情注定是非道德、悲惨的。唯一值得去过的只有精神生活——若只能作为女人或犹太人而活，那么他就无权活着；男人的最高类型是天才，要么成为天才，要么选择死亡。魏宁格选择了死亡，此书出版后不久，他开枪自杀。 当时14岁的维特根斯坦参加了魏宁格的葬礼。 多年以后，已成为剑桥大学教授的维特根斯坦向同事分发了魏宁格作品的复印本，他表示魏宁格的理论是错误的，但它错误的方式是有趣的。 1931年8月23日，他在寄给G.E.摩尔的信中写道：
亲爱的摩尔，感谢你的来信。我可以想象出你不喜欢魏宁格，或许是因为极差的翻译以及陌生的缘故。但他真的是极好的，或者说伟大且极好的。你不必认同，事实上也不太可能认同他，但伟大之处就潜藏在你俩之间的不认同中。就是他众多的错误才是极好的。就算你在整本作品全划了波浪线，这也道出了一个重要的真理。
1931年6月1日，维特根斯坦不寻常的从大学图书馆特别订购书籍中取出了一本魏宁格的作品，或许在隔日与摩尔的会面中将这本书转交给了他。

### 犹太背景与希特勒
关于维特根斯坦在多大程度上视自己为犹太人还存在很大争议。 在林茨中学就读期间，维特根斯坦和阿道夫·希特勒是校友。劳伦斯·戈德斯坦认为两人在学校中“有很大可能”见过面，并且希特勒很可能会表现出对这个“口吃、早熟、娇弱、带有贵族气息的富人……”的厌恶。 也有评论认为，声称维特根斯坦富裕且不寻常的性格可能增进了希特勒的反犹情绪的说法是不负责任的，因为当时希特勒不可能得知他的犹太身份。
两人出生日期只差6天，但希特勒因数学不及格而留级，维特根斯坦则跳级一年，两人相差两级。 蒙克推测他们在该校的时间只有1904-1905年的一年重合，没有证据表明两人有任何交往。 一些评论指出，在希特勒于该校拍摄的一张照片中，维特根斯坦可能就在左下角落位置。

根据维特根斯坦的叙述，他常称自己为犹太人，显然这是一种自我鞭策。例如，当责备自己是“生殖”而非“生产”的思想家时，他将其原因归咎为自己的犹太人身份，他写道：
那个圣徒是犹太人中唯一的“天才”，而其他犹太人，即使是最伟大的思想者，也至多可被称为“才华横溢”罢了（例如我自己）。
他后来表示“我所有思想都是希伯来式的”，如汉斯·斯卢加的评论：
他这种自我怀疑的犹太主义随时可能导致崩溃，变为对自我的毁灭性仇恨（正如我们在魏宁格身上所看到的），但同时也是革新和天才的强烈驱动力。
他所言的希伯来式也包含了基督教传统，其观点为善恶无法调和，对立于古希腊传统。

## 1906-1912：大学

### 柏林和曼彻斯特工程学

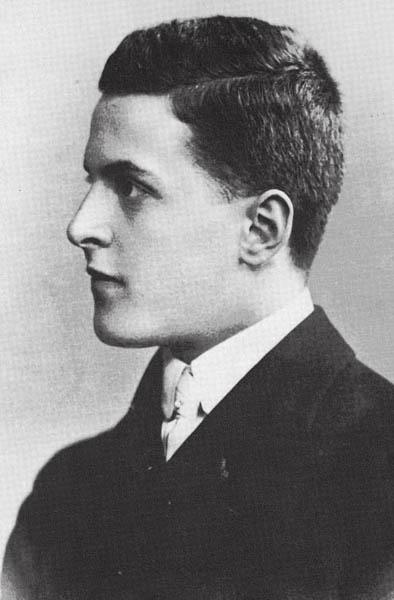
高中毕业时的维特根斯坦

1906年10月23日，维特根斯坦进入柏林工业大学学习机械工程，并寄住在约勒斯博士家。他在这所学校上了三个学期的课，于1908年5月5日取得专业文凭。
就是在这段时期，维特根斯坦产生了对航空学的兴趣，因此他带着航空计划于1908年前往曼彻斯特维多利亚大学攻读博士，这些计划包括设计和试验自己的飞机。维特根斯坦的实验地点位于格洛索普附近的气象观测站，他在此研究风筝在高层大气的行为。 具体而言，这项工作由皇家气象协会资助开展，旨在借助气球或风筝研究高层大气的电离情况。他在物理学教授亚瑟·舒斯特手下工作。
他还设计了一种新型螺旋桨，并于1911年取得专利，这项发明帮助他获得了该校1908年秋季奖学金。 当时的技术水平尚不足以将他的设计付诸实践，支持该螺旋桨的桨叶在数年后才设计完成。维特根斯坦的设计要求将气体推入各桨叶末端的燃烧室，然后在那里由旋臂施压并点燃。然而当时的桨叶基本为木质，与如今由两块钢片焊接的桨叶不同。现代桨叶可在螺旋桨内部保留中空空间，籍此为气体提供理想通路。

研究喷气式动力螺旋桨的工作令维特根斯坦十分沮丧，因为他几乎没有机械相关工作经验。 他的同学兼好友吉姆·班伯记录道：
当事情变得糟糕（这是经常发生的），他就会张开双臂，跺着脚，用德语大声咒骂。

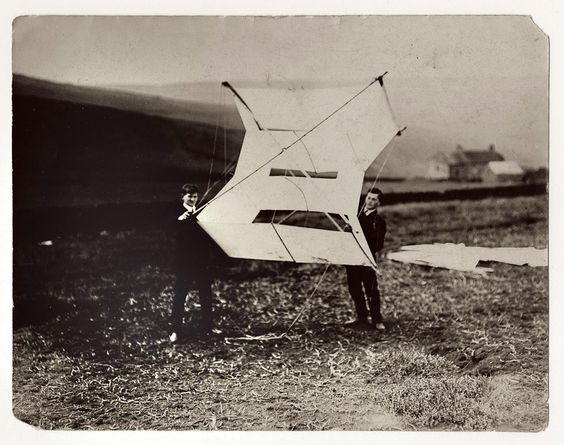
维特根斯坦和朋友威廉·埃克尔斯在试验飞行器

根据另一个朋友威廉·埃克尔斯的记录，维特根斯坦开始钻研理论，专注于螺旋桨的设计——而这方面研究需要用到复杂的数学理论。 从那时起，尤其是在阅读罗素的《数学原理》和弗雷格的《算数基本法则》后，他开始对基础数学有了兴趣。 维特根斯坦的姐姐赫尔米勒说，他因此迷上了数学，失去了对航空学的兴趣。 他开始转向逻辑与数学基础研究，声称自己正处于一种“持续、无法描述、几乎病态的激情中”。 1911年夏，他带着手稿到耶拿大学拜访弗雷格，向其询问这是否值得继续写下去。 维特根斯坦写道：
我被领进弗雷格的书房。他是个留着胡须、穿戴整洁的小个子，讲话的时候能把整个屋子震响。他轻松摆平了我的方案，我感觉十分难过；但临走时他对我说“你一定要再来一趟”，于是我又高兴了起来。从那之后我与他又有几次讨论，他谈论的总是逻辑和数学，假如我引出其他话题，他会说些客气话，然后又重新谈起逻辑和数学。

### 来到剑桥

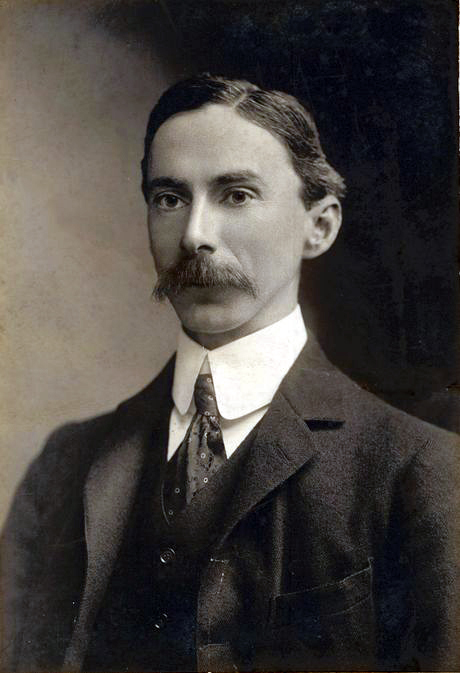
伯特兰·罗素, 1907

维特根斯坦希望跟随弗雷格学习，但弗雷格建议他师从罗素。于是，1911年10月18日，他无事先预告的出现在了罗素位于剑桥大学三一学院的办公室。 当时罗素正和C.K.奥格登喝茶，他记录道：
……一个陌生的德国人出现了，他几乎不会说英语，但拒绝说德语。结果他是这么个人：曾在夏洛腾堡学工程，但在那期间自己对数学哲学产生了兴趣，现在来到剑桥是想听听我怎么说。
他不仅参加了罗素的课程，还成为其中激烈的讨论者。罗素的课堂学生很少，常常只对着三个人讲课：C.D.布洛德、E.H.内维尔和H.T.J.诺顿。 维特根斯坦有时缠着罗素到他屋里讨论问题，一直到晚餐时间才离去。罗素对此有些生气，在写给情人奥特琳的信中，他表示“我的德国朋友有成为负担的危险。” 但很快罗素就开始感觉到维特根斯坦是个天才，尤其在读过他写下的手稿后。 罗素在1911年11月的日记中表示维特根斯坦是个怪人，不过他又改变了主意，转而决定称其为天才：
关于他的一些早期印象让这个决定变得尤为困难。例如，他仍坚称一切存在的命题都毫无意义。在课堂上，我请他考虑这个命题：这间屋子里没有一头犀牛。他拒绝相信这个命题，我四处寻找，翻遍桌底也没找到；但他仍没有被说服。
认识维特根斯坦三个月后，罗素告诉奥特琳：
我爱他，觉得他将解决我因为太老而解决不了的问题——我的工作提出的、有待新鲜的头脑和年轻的活力去解决的所有种类的问题。他正是你会期待的那种年轻人。
维特根斯坦后来告诉大卫·品生特，罗素的鼓励使他得救，让他摆脱了持续九年的孤独和折磨，在那九年里他时常想到自杀。罗素鼓励他放弃工程，从事哲学，这几乎是在字面意义上救了维特根斯坦的命。 两人之间的角色在1916年维特根斯坦批评罗素的作品后发生了互换：
他（维特根斯坦）的批评，或许你那时并没有意识到，是我生命中最为重要的事件，它影响了我后续所作的一切。我将他视为真理，我觉得自己不再能继续从事基础哲学工作了。

### 道德科学俱乐部
1912年，维特根斯坦加入了剑桥道德科学俱乐部，这是一个哲学讨论组织和一些重要哲学文献的首次发表地，被一些人认为是世上最著名的哲学论坛。他在该组织11月29日的讨论中发表了4分钟的演讲《哲学是什么？》，是该组织最短演讲词的记录。当中他定义哲学为：
所有原始的、被假定为真，却未经科学证实的命题。
他一度在该组织占据主导地位，直到1930年代因别人抱怨他不给他人发言机会而停止出席。 该组织因1946年10月25日在国王学院布雷思韦特屋里举行的一次聚会而臭名昭著，在这次聚会中，同是来自维也纳的哲学家卡尔·波普尔受邀作为演讲嘉宾。波普尔以题为“有哲学问题吗？”的演讲反驳了维特根斯坦的观点，他认为哲学问题是真实存在的，而不仅仅是维特根斯坦所称的语言误用。关于接下来发生的事情众说纷纭，但显然维特根斯坦开始拿着拨火棍威胁这位来访的演讲者，要求他为其观点提供例证。波普尔回答“不得用拨火棍威胁来访的演讲人”，在场的罗素也表示是维特根斯坦混淆了问题，因此愤怒的维特根斯坦离开了聚会。在维特根斯坦离开后，波普尔仍不停声称其已“暴走”。不过波普尔也提前离开了会场，因为他如上所述的主导了讨论。这是唯一一次这三位当时著名的哲学家同处一室。

### 剑桥使徒
剑桥使徒是一个创立于1820年的秘密精英社团，罗素和摩尔都在学生时期加入了这一社团。维特根斯坦受经济学家约翰·梅纳德·凯恩斯邀请加入社团，但他不太喜欢社团氛围，很少出席活动。罗素曾对他是否愿意加入社团表示怀疑，认为他不会喜欢社团喧闹的辩论风格，对幽默的珍视，以及其中成员习于相爱的事实。 维特根斯坦于1912年加入社团，但因无法容忍其讨论方式而立即退出。不过，当维特根斯坦于1920年代返回剑桥时，剑桥使徒仍允许他参与他们的会议。据说维特根斯坦也不太能容忍剑桥道德科学俱乐部的讨论方式。

### 抑郁与沮丧
在剑桥时，维特根斯坦曾直言不讳的与他人谈到自己的抑郁，他也常向罗素倾诉烦恼。他心灵所受折磨似乎来自两方面：工作和私人生活。他多次向罗素抱怨，逻辑几乎使他疯狂，他说自己“感觉到加在每一个只具备一半天分的人身上的诅咒”。 后来他又多次表达类似忧虑，害怕因逻辑工作缺乏进展而变为平庸的灵魂。 蒙克描述，逻辑对维特根斯坦而言“不是生活的一部分，而是全部”，“当他发现自己一时丧失灵感时，他陷入了绝望”。 逻辑研究工作对他的心理状态造成了巨大影响，但他也对罗素作了另一番表达，在1913年圣诞的信中他写道：
我怎么能在是一个人之前是一个逻辑学家！最最重要的是跟自己清算！
有次他在罗素屋里谈到对逻辑、对自己罪孽的担忧。还有一晚，维特根斯坦刚抵达罗素房间即表示自己将在离开后自杀。 品生特也在其日记里记录了维特根斯坦令人不安的精神状况：
他这样愠怒地发作时我必须十分地小心和宽容。
我恐怕得说，他目前的神经质甚至比平常更敏感。

### 性取向、与大卫·品生特的关系

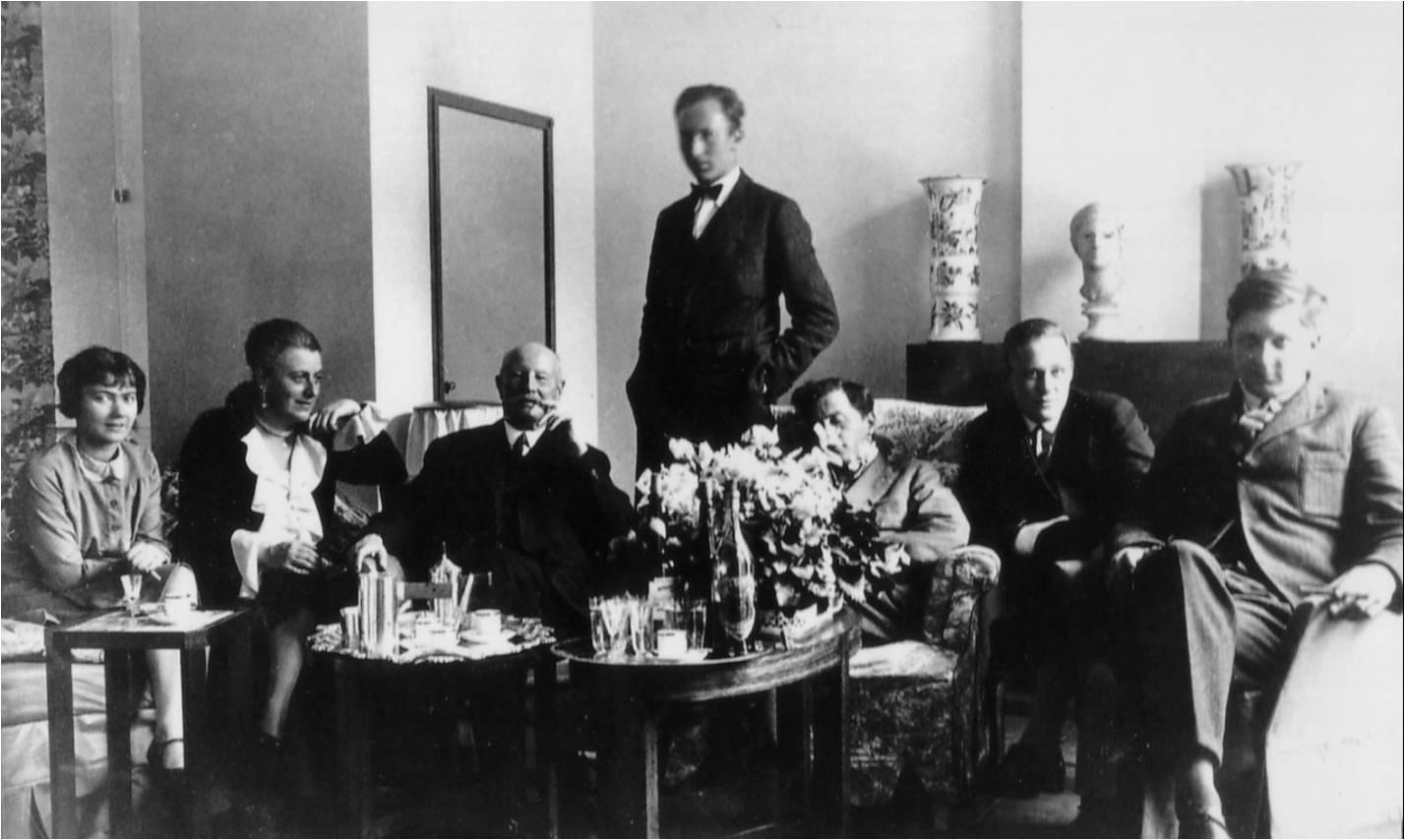
维特根斯坦和朋友在维也纳。玛格丽特·雷斯宾格坐在最左边，维特根斯坦为她制作的雕像放在后面的壁炉上。

维特根斯坦是双性恋。他爱上过三个男人，并与后两者有正式关系：1912年的大卫·品生特，1930年的弗朗西斯·斯金纳，1940年代末的本·理查兹。后来他也记录说，自己年轻时曾在维也纳与一个女人发生性关系。此外，他在1920年代爱上了一个名叫玛格丽特·雷斯宾格的瑞士女孩，还为她制作了半身胸像。 但维特根斯坦所想的是一种柏拉图式的、不生孩子的婚姻，这不是雷斯宾格想要的，因此她结束了这段关系。

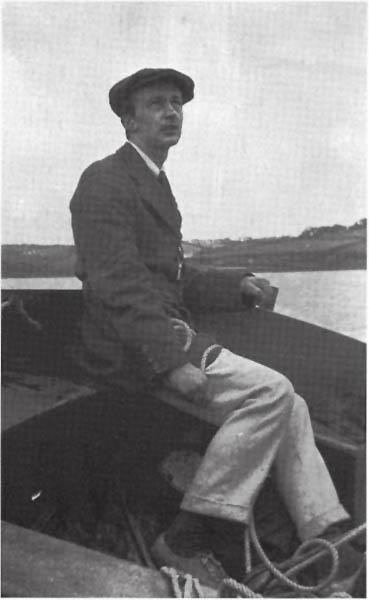
大卫·品生特

1912年，罗素把当时就读数学系的大卫·品生特引荐给维特根斯坦，两人很快成为密友。 他们曾在心理学实验室合作关于音乐节奏的认知实验，维特根斯坦还因此在英国心理学学会做了一次展示。 1912年9月，他们一同前往冰岛旅行，维特根斯坦支付了旅行费用，包括租用私人火车、购买衣物和现金花费。除冰岛之行外，他们还在1913年前往挪威旅行。为寻找合适去处，他们去到卑尔根的一家旅社，咨询符合以下标准的目的：一家小旅馆，在某个海湾里，位于舒适的乡间，没有游客，一个可供他们研究法律和逻辑的完美地点。 他们选择了埃斯德叙，并于1913年9月4日到达此处的一家旅店。他们在这里居中了大约三个星期，在这期间维特根斯坦一直专注逻辑研究工作。旅程快结束时，维特根斯坦向品生特表达了离开剑桥，返回挪威研究逻辑的意愿。 品生特的日记揭示出维特根斯坦许多个人特质：敏感、神经质，并能体察到品生特最细微的情绪变化。他也多次写到维特根斯坦“绝对的愠怒和暴躁”。 还有一次两人去商店购买家具，维特根斯坦认为其中大部分商品都不符合他的审美，他更偏爱极简主义：
我（品生特）和他逛了许多家具店……真是有趣的经历：他挑剔的要命，店员在我们指示下忙个不停，对于他展示给我的大部分东西，维特根斯坦总是回应“不——太丑了！”
品生特这么描述1912年初学哲学史的维特根斯坦：
他为以前无知的自己曾崇拜的哲学家所犯下的愚蠢、谎言和谬误感到最天真的惊讶。
他们最后一次会面是1912年10月8日在品生特位于伯明翰的家中：
六时十五分我起床，路德维希正准备离开。他必须早点出发——回到剑桥——因为在那里他还有很多事要做。我看着他七点出门，进了一辆出租车——他要赶在七点半前到新街站上火车。和他离别真的很难过。
维特根斯坦离开剑桥，前往挪威。品生特原想在第二年夏天与维特根斯坦在英格兰短暂会面（随后他将再次返回挪威），但战争的爆发打破了这个设想。 品生特死于1918年5月的一场空难，得知死讯后，维特根斯坦在给品生特母亲的信中表示大卫是“我第一个和唯一的朋友”，他把即将完成的《逻辑哲学论》提献给品生特。

## 1912-1920：一战與《逻辑哲学论》

### 《逻辑学笔记》

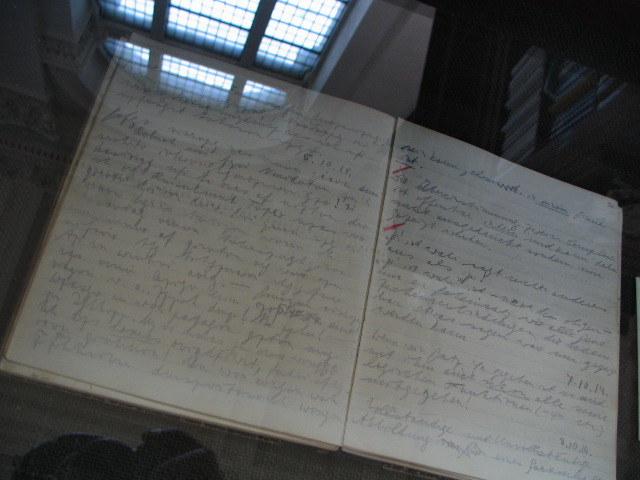
维特根斯坦1914年的日记，保存在剑桥大学莱恩图书馆

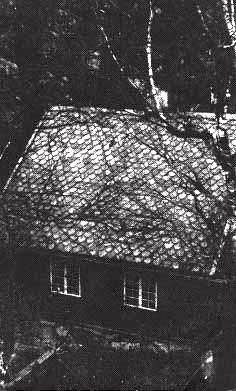
1936年10月维特根斯坦寄给摩尔的挪威住处照片。

维特根斯坦的父亲于1913年1月20日去世，继承大量遗产的维特根斯坦成为了欧洲最富有的人之一。 他最初以匿名捐献了部分资产给奥地利的艺术家和作家，包括莱纳·玛利亚·里尔克和格奥尔格·特拉克尔。1914年，特拉克尔请求与这位捐赠者见面，但在会面前自杀身亡。 维特根斯坦开始感到身处学院环境无法专注做哲学研究，因此他于1913年开始隐居在挪威海边一个叫做舒根的村庄。 那年冬天他租住在一幢民房二楼，后来他视这段时期为其一生中最富成效的时光，在此他完成了《逻辑学笔记》，此书是后续作品《逻辑哲学论》的基础。
维特根斯坦学习了一些挪威语，以便和当地居民交流。 为阅读丹麦哲学家索伦·克尔凯郭尔的作品，他还学习了丹麦语。 他喜爱当地“安静肃穆”的风景，但对他而言，即便是这个小村庄也过于吵闹了。不久他在村外松恩峡湾边上设计建造了一座小屋。 当地人称这座房子为“Østerrike”（奥地利）。直到1930年代，他仍会时不时的回到此处居住，大量文本也在此写成。（这座房子于1958年被拆散，并在村庄里重建。2014年，当地一家基金会购买了这作房子，它再次被拆解并于原处重建。2019年6月20日在国际的见证下建成揭幕。）

就在这段时期，维特根斯坦的文稿中开始出现他后来在《逻辑学笔记》叙述的中心论点：整个逻辑都可从单一的原始命题中导出。 他写道：
所有逻辑命题都是重言式的一般式，所有重言式的一般式都是逻辑命题。没有别的逻辑命题。
基于这个论点，维特根斯坦认为逻辑命题的真假就在自身的符号表达中，而不必知道组成此命题各部分的真假。因此，判断所有逻辑命题的单一规则便是简单的确定某个命题是否为重言式（总是为真）、矛盾式（总是为假），或两者都不是。 正如他在1913年晚些时候给罗素的信中所说：
现在主要的问题就是，在何种程度上符号系统可让所有的重言式都“以同样的方式展示出来”？这就是逻辑的根本问题！
维特根斯坦认为这个根本问题是如此重要，以致于自信永远也无法将其解决。他失去了生存的理由和权利。 尽管这个问题关乎他自认为的生命价值，但在《逻辑哲学论》写作时他已放弃这一原始命题。《逻辑哲学论》没有提供任何确定重言式命题的方法，而只是简单的表示：
每个重言式本身表明它是一个重言式。
1914年，在他的要求下，摩尔不情愿的从剑桥来到挪威协助其逻辑研究工作。从那时起，上述对于重言式的认知转变才真正的显现出来。 维特根斯坦后来声称可从摩尔身上看出“一个绝无才智的人能走多远”。 在挪威时，摩尔几乎完全充当了维特根斯坦的秘书，帮他记录笔记，并因不经意的错误受到怪罪。 不久后摩尔返回剑桥，帮维特根斯坦询问《逻辑学笔记》是否可充当学士论文。三一学院的辅导员表示这篇论文不符合规范：它缺少序言和注释。 得知摩尔返回的结果后，维特根斯坦十分生气，他在1914年的信件中讥讽道：
如果我不值得你为我甚至在一些愚蠢的细节上破一次格，那我最好直接下地狱；如果我值得——凭着上帝之手——你最好去那里！
显然摩尔对这封信感到十分震惊；他在日记中表示这封信令他感到身体不适，他无法将其从脑海中驱离。 随后的几年两人没有再联系，直到1929年这段破碎的关系才得以修复。

### 入伍参战

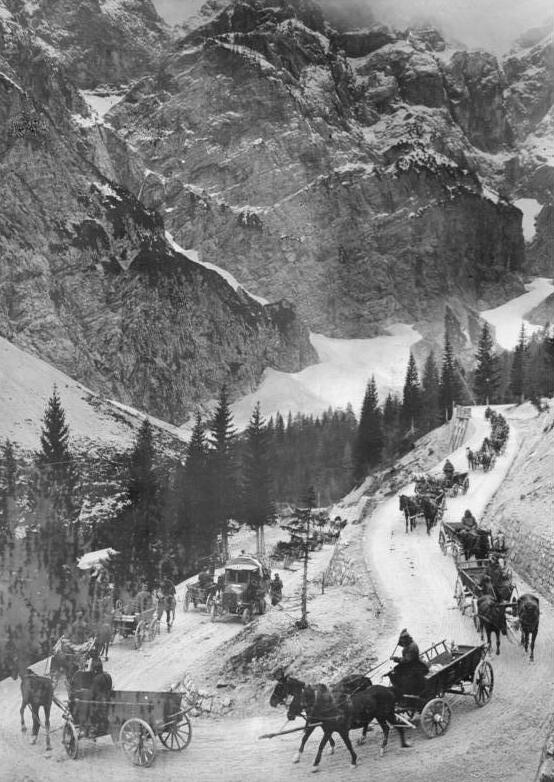
奥匈帝国军队在意大利战线的补给部队，1917年

第一次世界大战开始后，本可免服兵役的维特根斯坦作为志愿兵加入奥匈陆军。 他先是在一艘船上服役，而后转到靠近前线的炮兵工厂工作。 他在一场意外爆炸中受伤，转到克拉科夫的医院休养。 1916年3月，他被调往对俄前线的战斗部队，隶属于奥地利第七军。他所在的部队在布鲁西洛夫攻势中参与一些大型战役。 维特根斯坦的工作是在观察哨所值班，这是最危险的地方，敌人可能会向此射击。 他“异常无畏的行为，他的镇静、沉着和英勇，”军队报告写道，“彻底赢得了队伍的钦佩”。 1917年1月，维特根斯坦作为炮兵军官回到对俄前线，在此他获得了一级勇气银勋。 1918年，他晋升为少尉，并被调往意大利前线的山炮团。 鉴于在1918年6月奥地利总攻时的角色，他被推荐授予勇气金勋，这是奥地利部队的最高荣誉——但他实际获得的是剑条军事勋章，因为军方裁定，他的行为虽然勇敢，但战果还配不上最高荣誉。

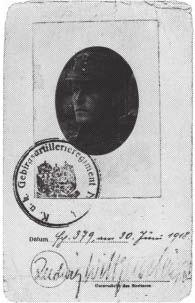
维特根斯坦在一战时的军队身份证明

战争期间，维特根斯坦一直保持写日记的习惯。他的日记内容包含哲学思考和个人想法，包括对周围士兵同僚的评价。 他的日记也展现出哲学和精神的反思，他在这段时期经历了宗教觉醒。 维特根斯坦在1915年6月11日的日记中写道：
生活的意义，即世界的意义，我们可称之为上帝。
而于此联系的是，把上帝比作父亲。

祈祷就是思考生活的意义。
然后他又在6月8日的日记中写道：
信仰上帝意味着理解生活的意义。
信仰上帝意味着，看出“世界里的事实不是问题的全部”。
信仰上帝意味着看出生活有一个意义。
……当我的良心扰乱我的宁静，我就和某种东西不一致，但那是什么？是世界吗？

这么说一定是对的：良心是上帝的声音。
他在塔尔努夫的旧书摊上购买了托尔斯泰的《福音书摘要》，将其随身携带，并推荐给身处烦恼中的友人。他因此被战友称为“带着福音书的人”。
《福音书摘要》也影响了《逻辑哲学论》的写作风格，两者都以数字序号标示段落。 1916年，维特根斯坦阅读了陀思妥耶夫斯基的《卡拉马佐夫兄弟》，他对一些段落倒背如流，尤其是佐西马长老的演说。他认为佐西马长老是个“能直接看透别人灵魂”的圣人，是基督徒的理想形象。
伊恩·金认为维特根斯坦的写作风格在1916年前后发生了显著变化。 罗素认为维特根斯坦从战场返回后像是变了一个人，变成了一个带有强烈的神秘主义和苦行风格的人。

### 完成《逻辑哲学论》

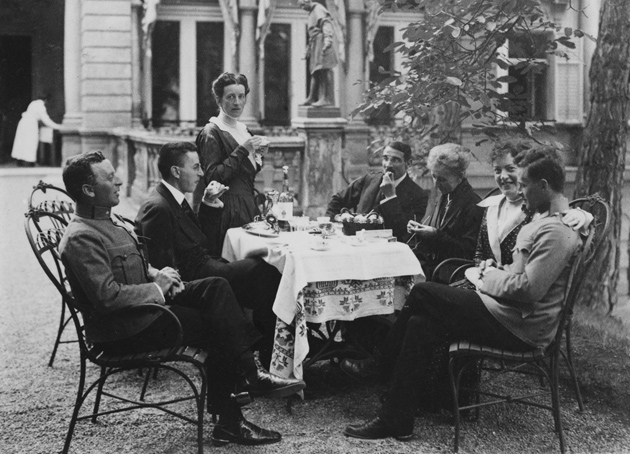
1917年夏天，维特根斯坦（最右侧）和家人在维也纳。

1918年夏天，维特根斯坦申请休假，前往位于维也纳新瓦尔代格的度假小屋与家人相聚。8月，他在这里完成了《逻辑哲学论》，最初他将这部作品命名为Der Satz，其德语意为：主张、段落、句子、集合，也有“跳跃”的意思。
这段时期发生了一些令他不安的事件。首先是8月13日，他的叔叔保罗去世。然后在10月25日，先前联系的出版商通知他取消了《逻辑哲学论》的出版计划。10月27日，他的哥哥库尔特在战场上自杀，这是他第三位死于自杀的兄弟。也是在这段时间，他从大卫·品生特母亲的来信中得知了好友品生特已于当年5月死于空难。 维特根斯坦感到痛苦，甚至开始考虑自杀。他在休假结束后被调往意大利前线，随后因奥地利军队战败在特伦托被俘。他在意大利战俘营呆了九个月。
1919年8月25日，身心疲倦的维特根斯坦返回维也纳家中。他有关自杀的言语使家人忧虑。接着，他作了两个决定：成为一名小学教师，抛弃所有财富。1914年时，他每年可获得30万克朗遗产，而到了1919年，得益于国外投资，这项遗产已经翻了好几番。维特根斯坦决定遣散这些资产，将其分给家人。

## 1920–1928：小学教师、《逻辑哲学论》和维特根斯坦住宅

### 维也纳教师培训
1919年9月，维特根斯坦进入维也纳的教师培训学校（德語：Lehrerbildungsanstalt）学习。他的姐姐赫尔米勒认为他作为小学教师是大材小用，但还是决定不作干预。 托马斯·伯恩哈德后来表示“千万富翁一定是疯了才会决定去农村当一名教师。”

### 奥地利教师
1920年夏天，维特根斯坦在一家修道院做园艺工。他先前用假名取得了赖谢瑙岛的教职工作，但对方发现他的真实身份后，他决定放弃这份工作。他不愿以维特根斯坦家族成员的名义成为一名教师。他的哥哥保罗在寄给他的信中写道：
背负着维特根斯坦这个姓氏，远远就能注意到他的优雅温和的教养，不被认出是我们家族的一员是绝无可能的……我可以告诉你，这些教养是没法模仿和掩饰的。
1920年，维特根斯坦来到特拉滕巴赫担任小学教师，这是一个仅有几百人的偏远村庄。他最初的信件称此处十分美丽，但在1921年10月寄给罗素的信中，他说：“我还在特拉滕巴赫，周围都是些粗鄙可憎的人。虽然我知道，就平均而言我不能对人类抱有太大期望，但这里的人比其它地方的人更无用，更不负责任。” 很快他就成了村民的闲谈对象，人们都认为他是个怪人。他与其他教师的关系也不好；他觉得宿舍太吵闹，于是在学校厨房安了张床。他对教学工作十分热情，为一些学生补习至深夜。学生家长不太喜欢他，尽管有些人对他表示崇敬。他的姐姐赫尔米勒偶尔会前来看他教书，她表示课堂上的“学生争先恐后，只为获得回答问题或上前做演示的机会。”
对能力较弱的学生而言，维特根斯坦像是个暴君。每天前两小时是数学时间，部分学生后来回忆，这段时间简直如同噩梦。 他们表示维特根斯坦有时会鞭打学生，拧男孩的耳朵，拉扯女孩的头发。 虽然当时对男孩的体罚还很常见，但即使对村民而言，体罚女孩也显得过头了；人们甚至不期望女孩学会算数，更不用说遭受体罚了。除暴力行为外，维特根斯坦还因校长弹奏钢琴时高喊“凉拌卷心菜！（德語：Krautsalat）”，在牧师回答孩子们问题时高喊“胡言乱语！”而成了村民的谈资。

### 出版《逻辑哲学论》

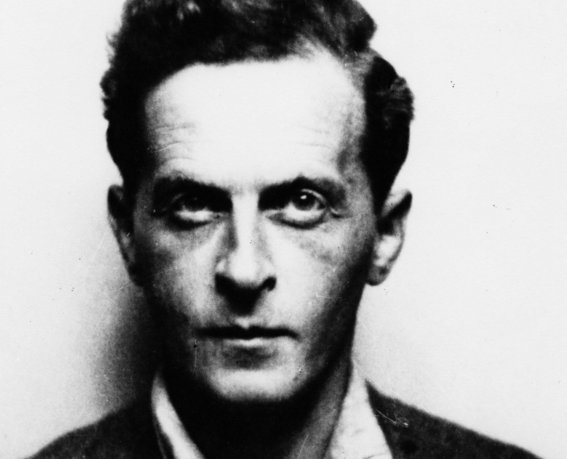
1922年在乡村做小学老师的维特根斯坦

尽管《逻辑哲学论》出版时维特根斯坦仍身在偏远乡村，但这部作品的确引起了学界极大的兴趣。它最先发表在威廉·奥斯特瓦尔德旗下的《自然哲学年鉴》（德語：Annalen der Naturphilosophie）杂志，德语标题为《Logisch-Philosophische Abhandlung》，不过维特根斯坦不满意这个结果，称此版本为盗版。罗素为此文写了导言，在其中解释了这部作品的重要性。若不是有罗素的序言，这部作品很难出版：内容晦涩难懂，作者也仍是是无名小卒。 在给罗素的信中，维特根斯坦写道：“（本书）主题是探究命题——也即语言或思想——可表达的东西，以及它无法表达、只能显现的东西；这就是我认为的，哲学最基本的问题。” 不过，维特根斯坦对罗素的帮助并不满意。他失去了对罗素的崇敬，认为其言语肤浅、哲学死板，并感到《逻辑哲学论》完全受到了曲解。
作品的英文翻译由剑桥大学国王学院的查尔斯·凯·奥格登委托给该校数学系本科生弗兰克·普伦普顿·拉姆齐。摩尔建议参照巴鲁赫·斯宾诺莎的《神学政治论》（拉丁語：Tractatus Theologico-Politicus）为该书命名，因此此书英文标题被定为《Tractatus Logico-Philosophicus 》。最初也很难找到对此书英文版本感兴趣的出版商，维特根斯坦坚持撤掉罗素所写的导言，剑桥大学出版社因为这个原因而拒绝出版此书。最终在1922年，出版商查尔斯·基根·保罗同意出版此书双语版本，其中英文部分采用拉姆齐-奥格登译本，并附带罗素写的导言。 虽然这是维特根斯坦认可的英文版本，但其在许多方面都存在问题。当时维特根斯坦的英文并不好，而拉姆齐也仍只是个初学德语的本科生。因此当今学者大多选用大卫·佩尔斯和布莱恩·麦吉尼斯1961年的译本。
《逻辑哲学论》的目标是揭示出语言与世界之间的关系：什么是可说的，什么是不可说而只能展现的。维特根斯坦认为语言的逻辑结构为其所能表达的意义设下了限制。并且对他而言，语言的限制也是哲学的限制。许多哲学都是对不可言说的事物的叙说尝试，“凡是可以说的东西都可以说得清楚”。 而任何超出这个界限的东西——比如宗教、道德、美、神秘性——都是不可言说的。即使这些话题自身并非荒谬，但于此相关的陈述绝对是荒谬的。 他在前言写道：“因此本书想要为思想划一个界限，或者毋宁说，不是为思想而是为思想的表达划一个界限：因为要为思想划一个界限，我们就必须能够想到这界限的两边（这样我们就必须能够想那不能想的东西）。”
作品长75页，他向奥格登表示“关于此书的短小，我感到十分抱歉……但假如你像挤柠檬一样挤压我的思想，你就会发现我什么都没剩下了。”全书由几条数字序号标示的命题（1-7），以及其下子命题（1，1.1，1.11）组成：
1. Die Welt ist alles, was der Fall ist.
世界是一切发生的事情。
2. Was der Fall ist, die Tatsache, ist das Bestehen von Sachverhalten.
发生的事情，即事实，就是诸事态的存在。
3. Das logische Bild der Tatsachen ist der Gedanke.
事实的逻辑图像是思想。
4. Der Gedanke ist der sinnvolle Satz.
思想是有意义的命题。
5. Der Satz ist eine Wahrheitsfunktion der Elementarsätze.
命题是基本命题的真值函项。
6. Die allgemeine Form der Wahrheitsfunktion ist: {\displaystyle [{\bar {p}},{\bar {\xi }},N({\bar {\xi }})]}. Dies ist die allgemeine Form des Satzes.
真值函项的一般形式是：{\displaystyle [{\bar {p}},{\bar {\xi }},N({\bar {\xi }})]}。这也是命题的一般形式。
7. Wovon man nicht sprechen kann, darüber muß man schweigen.
对于不可说的东西我们必须保持沉默。

### 拉姆齐拜访，施内山麓普赫贝格

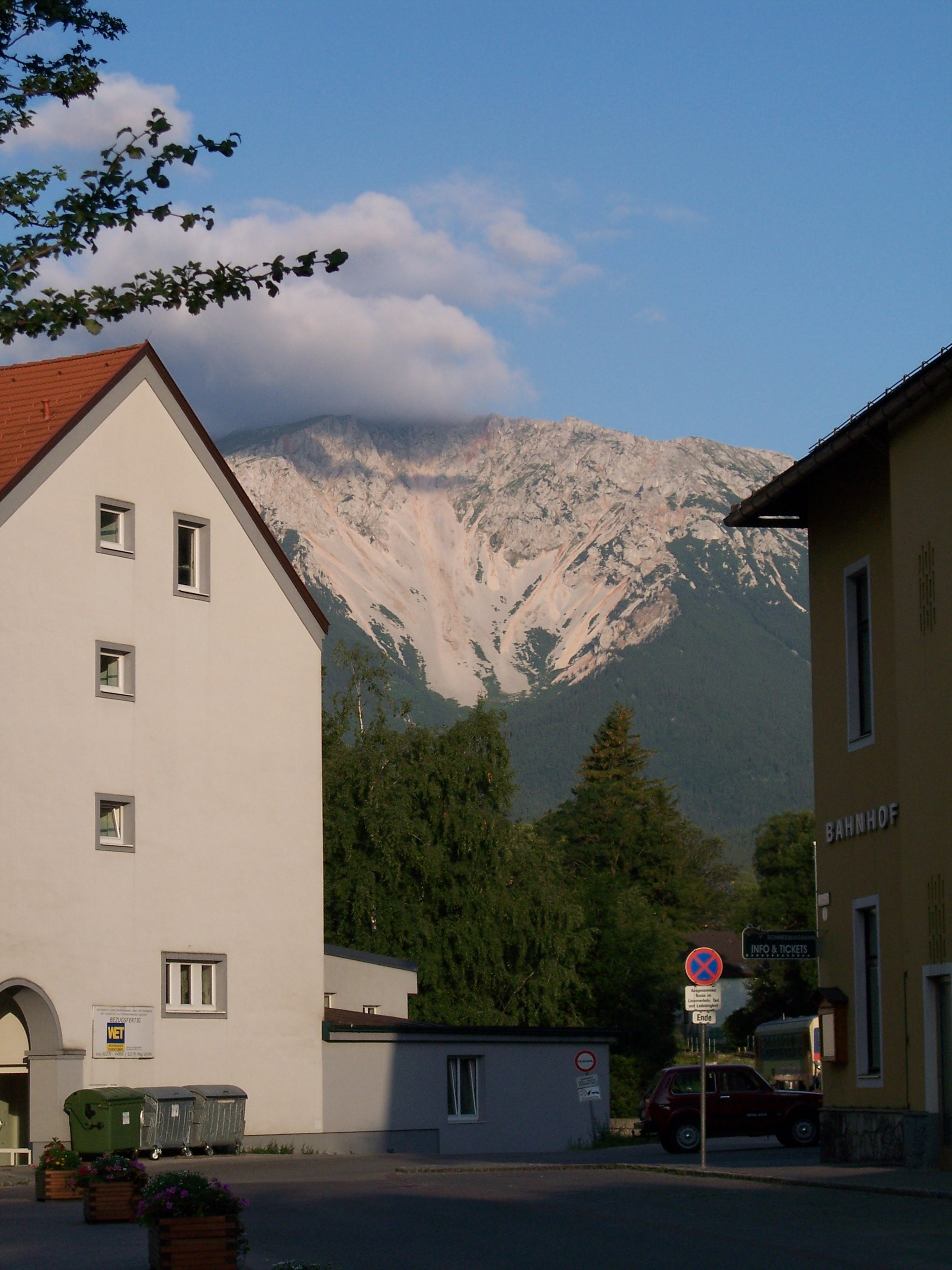
施内山麓普赫贝格，维特根斯坦在1923年9月时的住地

1922年9月，维特根斯坦转往附近瓦尔特的一所中学任教，他对当地人的印象仍不太好——他在给朋友的信中写道，“这些人根本不是人类，而是可恶的虫豸”——仅一个月后他就离开了这里。11月，他来到施内山麓普赫贝格的另一所小学，他发觉很难从周围的人身上感受到一丝人性，他告诉罗素，周围的人是“四分之一的动物和四分之三的人。”

1923年9月17日，弗兰克·普伦普顿·拉姆齐拜访了维特根斯坦，与他讨论《逻辑哲学论》，并同意在《心灵》杂志上为此书写一篇评论。 拉姆齐在信中记录，维特根斯坦生活十分简朴，他住在一间石灰粉刷的小房间，屋里只够放下一张床、小桌子和一把硬椅子。晚餐他们吃了黄油粗面包和可可。 维特根斯坦的教学工作从早上八点开始，十二点或下午一点结束，整个下午都空闲。 拉姆齐返回剑桥后，维特根斯坦的朋友们开始劝他离开这个难以忍受的地方，回到剑桥。但他甚至不愿接受家人的帮助。 拉姆齐在给凯恩斯的信中写道：
他们（维特根斯坦的家庭）非常富有，极其渴望给他钱，或以任何方式为他做任何事，而他推掉了他们的一切亲近；甚至圣诞礼物或他生病时送去的病号餐都送回，而他这么做不是因为他们不和睦，而是他不愿得到任何不是他自己挣的钱……这甚是可惜。

### 继续教学，奥特尔塔尔：海德鲍尔事件

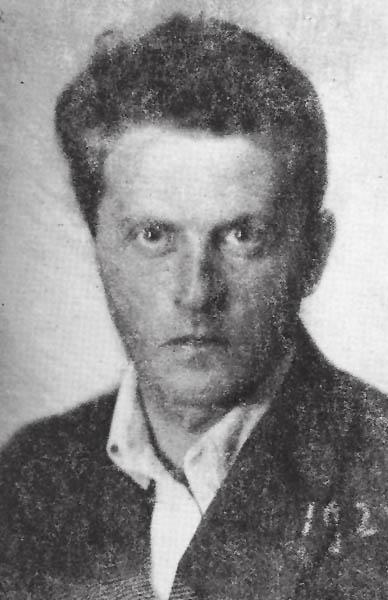
1925年的维特根斯坦

1924年9月，维特根斯坦又进了另一所学校，这次是位于特拉滕巴赫附近奥特尔塔尔镇的乡村小学。他为那里的学生编写了一本《民校学生词典》（德語：Wörterbuch für Volksschulen），词典很快就由维也纳的出版社出版，这是他生前除《逻辑哲学论》外出版的唯一一本书。 一本该词典的初版在2005年被拍到了7.5万英镑。 2020年，词典的英文翻译版《Word Book》出版，译者是艺术史学家贝蒂娜·芬克，其中有陳佩之为其创作的插画。

1926年4月，一场后来被称为海德鲍尔事件（德語：Der Vorfall Haidbauer）的意外迫使维特根斯坦离开奥特尔塔尔，彻底放弃教学工作。当时维特根斯坦课堂上有个名叫约瑟夫·海德鲍尔的11岁男孩，他的父亲早逝，母亲在当地农民那里做女佣。一天维特根斯坦不耐烦的在海德鲍尔头上揍了两三下，结果身体瘦弱的海德鲍尔晕倒了。恐慌的维特根斯坦把他送到校长室，然后匆忙离校。出门时他遇上了另一位学生的家长皮里鲍尔先生，这人平日就对维特根斯坦怀有忌恨，因为他的女儿常受维特根斯坦体罚。 因此，皮里鲍尔在走廊上把维特根斯坦怒骂了一通，他后来回忆说：
我对他把天底下最难听的话都骂遍了。我告诉他，他不是个教师，他是个驯兽师！我马上要叫警察来！
皮里鲍尔前往警察局要求逮捕维特根斯坦，但当时警察局没有人，第二天他再去警察局时，被告知维特根斯坦已经离开了此地。1926年4月28日，维特根斯坦向地区学校检察官辞职，尽管检察官请求他留任，但他去意已决。 对维特根斯坦的诉讼于5月启动，检察官要求他做精神检查并出具报告。维特根斯坦的朋友路德维希·汉塞尔在1926年8月的信件中提到了正在进行的诉讼，但再之后的过程已无从知晓。亚历山大·沃认为也许是维特根斯坦的家人帮他用钱摆平了这场事件。 被维特根斯坦体罚的男孩海德鲍尔14岁时死于白血病。 事件过去十年后的1936年，作为系列“忏悔”的一部分，维特根斯坦回到奥特尔塔尔，向当年伤害过的学生道歉。他至少拜访了四位当时的学生，其中一些人反应大度，表示接受维特根斯坦的歉意。但在曾挑起针对维特根斯坦诉讼的皮里鲍尔先生家里，他的女儿赫尔米勒·皮里鲍尔只轻蔑的回复了一句“嗯，嗯”。 蒙克写道：
这些忏悔不是用惩罚伤害他的骄傲，而是拆毁他的骄傲——就像是移开一块挡在诚实和得体的思考之路上的路障。
维特根斯坦表示这次忏悔“把我带入了更稳定的水域……和更高的严肃。”

### 维也纳学派
《逻辑哲学论》的出版取得了巨大反响，维特根斯坦的声誉渐长。据说一些科学家、哲学家和数学家受此作品影响，成立了一个称为“维也纳学派”的讨论团体。 尽管人们常把维特根斯坦归为维也纳学派成员，但事实上并非如此。德国哲学家奥斯瓦尔德·汉弗林曾直言不讳的表示：“维特根斯坦从来不是维也纳学派的成员，尽管当时他确实居住在维也纳。尽管如此，他的学说对该学派的影响超过其中任何成员。” 不过，哲学家安东尼·克利福德·格雷林认为，尽管从表面看维特根斯坦的思想与逻辑实证主义十分类似，但事实上其对维也纳学派的影响有限。维也纳学派的理论基础早在维特根斯坦之前就已建立，它们源自英国的经验主义传统，恩斯特·马赫的理论，以及罗素和弗雷格的逻辑思想。维特根斯坦主要和学派成员石里克、魏斯曼有过交往，并且对他们的实证主义也未造成持久影响。格雷林表示：“……事实并不像早期评论家声称的那样，《逻辑哲学论》并没有引发哲学运动。” 维特根斯坦从1926年起参加了维也纳学派的一些讨论，但显然在这些讨论中，他持有与该学派不同的哲学观点。例如，为了抗议学派成员对其作品的误读，他背过身大声朗诵诗歌。 鲁道夫·卡尔纳普在自传中表示维特根斯坦赋予了他许多灵感，不过他也表示：“维特根斯坦、石里克和我，我们三人对哲学问题的观点有明显差异，这不比不同科学家面对科学问题的差异更小。”同时，他还评论维特根斯坦：
他对他人、对理论问题的态度和观点更像是一个富有创造力的艺术家，而非一个科学家；或者几乎可以说，更像是宗教先知……然后，最终在经过艰难的努力后，他的结论呈现在我们面前，就如全新的艺术杰作或是一封神谕……他给我们的印象就是，仿佛洞见如神启降临在他身上，而任何对其清醒、理性的评价都将是一种亵渎。

### 维特根斯坦住宅

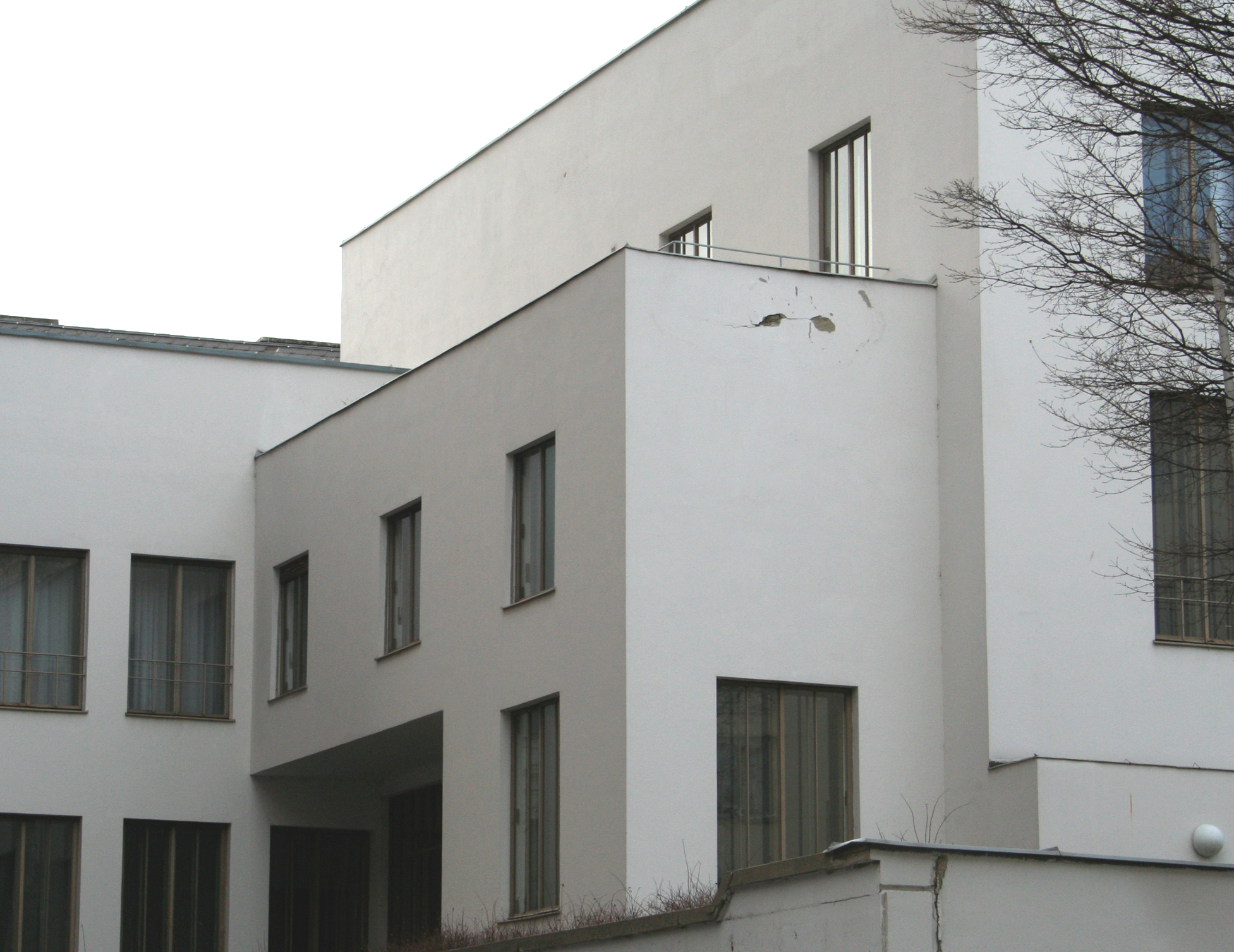
位于维也纳的维特根斯坦住宅

1926年，放弃小学教师工作的维特根斯坦来到一家修道院做园艺工，并探寻成为修士的可能性。他的姐姐玛格丽特邀请他为其设计一座住宅，维特根斯坦同意了这个请求，他与朋友保罗·伊格尔曼一同出任改项目的建筑师。他的职责主要涉及窗户、门、窗拴和暖气装置，他对这些部件的细节追求到了极致。维特根斯坦十分注重建筑的优雅比例，在建筑即将完工时，他把一个巨大房间的地板抬高了三厘米，以期绝对精确。蒙克表示“乍一看这工作有点边缘，但并非如此；因为恰恰是这些细节成就了这栋房子的特殊之美，否则它将相当平凡，甚至是丑陋的。”
维特根斯坦用了足足两年时间设计门把和暖气，每扇窗户都覆盖着重达150千克的金属屏风，但可借由他设计的滑动系统轻松操控。《维特根斯坦的建筑》作者伯恩哈德·莱特纳表示，“可以沉入地板的金属窗帘，历史上几乎从未有如此的内部设计，它真的既巧妙又奢侈。”
住宅于1928年12月完工，维特根斯坦一家在圣诞节在此聚会，庆祝建筑落成。维特根斯坦的姐姐赫尔米勒写道：“即便我非常赞赏这栋房子……它看上去更像是神的居所。” 维特根斯坦说，“我为格蕾特建造的房子是一种断然敏感的听觉和好作风的产物，表达了一种（对文化等等的）伟大理解。但缺少的是：力求爆发开来的原初生命和野性生命。” 他所要表达的是，这座住宅——以及他为当时的女友玛格丽特·雷斯宾格制作的半身胸像——虽然富含技艺，但缺乏“原初生命”，仍算不上一件伟大的艺术作品。而只有在哲学中，他的创造力才能被真正唤醒，正如罗素很久之前注意到的，那时他的身上才表现出“力求爆发开来的野性生命”。

## 1929–1941：剑桥教职

### 博士与教职

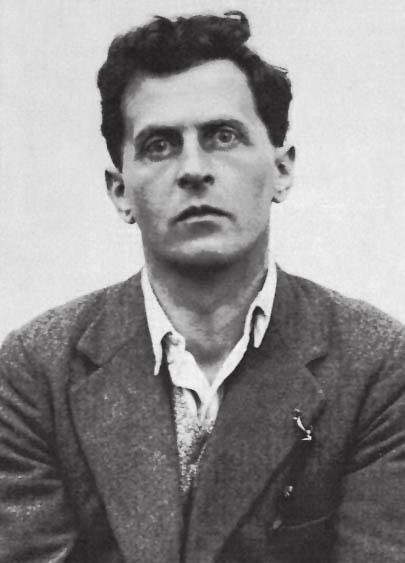
1929年的维特根斯坦

据费格尔所说，1928年春在听了数学家鲁伊兹·布劳威尔在维也纳有关“数学、科学和语言”的讲演后，维特根斯坦重新萌发“回到哲学领域”的想法。在拉姆齐等人的催促下，他于1929年返回剑桥。凯恩斯在给他妻子的信中写道：“唔，上帝到了。我在5点15分的火车上接到了他。” 尽管当时维特根斯坦的名声已经十分显赫，但为开始剑桥的教职工作，他仍需要先取得一个学位，因此他申请成为了攻读博士学位的“高级学生”。罗素表示维特根斯坦的资质以满足博士要求，并建议他将《逻辑哲学论》作为学位论文。 学位答辩由摩尔和罗素主持，会议结束时，维特根斯坦拍了两位主考官的肩膀说，“别在意，我知道你们永远也不会懂的。” 在答辩报告中，摩尔写道：“我个人的看法是，维特根斯坦先生的论文是一项天才工作；但尽管如此，它也肯定很符合剑桥哲学博士学位所需的规范。” 不久，维特根斯坦获得了讲师资格以及三一学院的津贴。

### 德奥合并
1936年至1937年，维特根斯坦再次回到挪威居住。 在那里他专注于《哲学研究》的编写。1936-37年冬天，他开始向密友进行一系列的“忏悔”，其中大多数都是较小的罪过，例如撒谎。他希望借助这些忏悔净化自己。1938年，维特根斯坦前往爱尔兰拜访了精神科医师朋友莫里斯·奥康纳·德鲁里，并考虑接受相关训练，为放弃哲学、从事医学做准备。这趟爱尔兰之行也是为了回应时任爱尔兰总理，同为数学家的埃蒙·德·瓦莱拉的邀请。德·瓦莱拉希望维特根斯坦的来访可为即将落成的都柏林高等研究院增添影响力。
1938年，就在拜访爱尔兰的途中，德国与奥地利合并；因为四位祖父母中有三个犹太人，出身维也纳的维特根斯坦成为了1935年《纽伦堡法案》下的犹太人。同年7月，他成为了大德意志的一员。
《纽伦堡法案》规定，凡一个人祖父母中有超过三位犹太人，那么他就被归为完全犹太人（德語：Volljuden）；假如他有两位祖父母为犹太人，他就被归为混血儿（德語：Mischling）。于是，这也规定了维特根斯坦家族成员可以与谁结婚或有婚外性行为，以及他们可以从事哪些工作。
维特根斯坦的哥哥保罗在德奥合并后很快离开了奥地利。先前纳粹发现他与一位啤酒商的女儿希尔德·沙尼亚未婚育有两个孩子，因为沙尼亚并非犹太人，保罗收到了关于种族污染的指控。除跟随自己逃跑的沙尼亚外，他没有告诉任何人自己准备离开奥地利。他的离开安静且迅速，以至于人们一开始以为他是维特根斯坦家族中第四位自杀的孩子。
维特根斯坦开始寻求凯恩斯的帮助以获取英国公民身份，并且不得不向自己的英国朋友们承认自己先前撒了谎——他之前告诉他们自己只有一个祖父母是犹太人。
在入侵波兰前，希特勒授予了维特根斯坦家族成员混血儿身份。1939年有2100份转换身份申请，而希特勒只批准了其中12份。 维特根斯坦家族使用的理由是，其祖父赫尔曼·克里斯蒂安·维特根斯坦是某个德国王族的私生子，这允许德意志帝国银行有权获得家族信托存在瑞士的外汇、股票以及1700千克黄金。维特根斯坦的姐姐，已成为美国公民的格蕾特开始利用家族拥有的巨大财富与当局谈判。保罗于1938年逃往瑞士，而后前往美国。他不认同家族成员与德国当局的谈判，并因此与兄弟姐妹有了永久隔阂。战后当保罗回到维也纳表演时，他没有拜访赫尔米娜之墓，也再也未联络过路德维希和格蕾特。

### 哲学教授
1939年摩尔离任剑桥哲学教授后，维特根斯坦接替了他的位置。不久后，他凭借该身份顺利获得了英国国籍。 7月，他来到维也纳协助姐姐处理财产事宜，并会面了一位德意志帝国银行官员。随后他又前往纽约尝试说服哥哥保罗同意家族与德国当局达成的和解协议。协议（德語：Befreiung）于当年8月，战争开始前夕达成。维特根斯坦家族为此向纳粹当局转让了未知数目的资产，以及1700千克黄金。 据称同年维特根斯坦还从柏林出发到访了莫斯科，前去拜访哲学家索菲亚·亚诺夫斯卡娅。

1938年，身为剑桥大学研究生的诺曼·马尔科姆这样描述首次见到维特根斯坦的情形：
道德科学俱乐部晚会上，在论文宣读完毕并开始讨论后，有个人磕磕绊绊的开始发表演讲。他似乎非常难以表达自己，并且在我看来他的言词毫无智慧。我悄悄问同坐的友人，“那人是谁？”，他回答道，“维特根斯坦”。我非常惊讶，因为我原以为著名的《逻辑哲学论》的作者应当是个老者，但这人却非常年轻——估摸只有35岁光景。（事实上当时维特根斯坦已经49岁。）他瘦削深色的脸有鹰钩形轮廓，十分漂亮，头上覆盖着弯曲的棕发。我注意到房间里的人都带有敬意的望着他。在这次不成功的开头后，他有段时间没有发言，但可以明显注意到他仍在艰难思索着什么东西。他神色凝重，双手比划着，好像正在做一番演讲……无论是演讲还是私下交谈，维特根斯坦的讲话都有种奇特的腔调。他的英语极好，带有教养良好的英国绅士口音，但偶尔会在字里行间蹦出几个德语词。他的声音响亮……表达虽不流畅，但强而有力。任何听他讲话的人都能意识到这是个特别的人。谈话时，他的脸部神态表现力十足。深邃的眼睛常带有激烈的神情。他的整个人格都是命令式的，甚至如君王一般。
对于维特根斯坦的讲座，马尔科姆继续写道，
很难将这些会议上的讲话称为“讲座”，尽管维特根斯坦的确是这么称呼的。一方面，他在这些会议上带来独创研究……会议经常是对话的形式。但有时他努力尝试从自己身上挖掘想法，他会用手势禁止别人提出任何问题或评论。这经常伴随长时间的沉默，只有维特根斯坦本人的喃喃自语，以及他人注视的目光。在这沉默之中，维特根斯坦显得异常紧张活跃。他的眼神专注、面容生动、神情严肃，挥动着双手。人们可以注意到他表现出的绝对严肃、专注和智慧……他在这种场合下是个可怕的人。
工作以外，维特根斯坦也喜欢看西部片，他偏爱坐在电影院前排。他也喜欢阅读侦探小说，尤其是诺伯特·戴维斯的作品。 马尔科姆记录说维特根斯坦会在下课后匆匆赶往电影院。
在这段时期，维特根斯坦关于数学基础的观点发生了变化。年轻时的维特根斯坦曾认为逻辑可以是坚实基础，当时他甚至考虑重写罗素和怀特海的《数学原理》。但他现在拒绝相信数学事实是可被发现的，并对此做了多次讲座。艾伦·图灵曾旁听他的讲座，并称他为“一个十分奇特的人”。两人探讨了计算逻辑和日常真理之间的关系。
他在这段时间的学生还包括后来成为哲学家和教育家的埃利·兰布里迪。兰布里迪在其1950年代的作品中引述了维特根斯坦于1940-1941年的教学内容，并将之改编为一篇与维特根斯坦的对话。在这部作品中，兰布里迪开始展现出她关于语言相似性、基础概念以及基本心灵图像的观点。最初只有部分文本发表在德国教育理论批评杂志《Club Voltaire》上，完整的对话录在兰布里迪死后由雅典科学院出版。

## 1941–1947：盖伊医院和皇家维多利亚诊所
第二次世界大战爆发后，维特根斯坦发觉在战争时期教授哲学是难以忍受的，他希望为抗战作出贡献。 假如有任何学生表示希望成为职业哲学家，他就会大发雷霆。

1941年9月，他向哲学家吉尔伯特·赖尔的兄弟约翰·赖尔询问是否可以到伦敦盖伊医院工作。约翰·赖尔时任剑桥大学医学教授，在盖伊医院帮助应对纳粹对伦敦的空袭。维特根斯坦告诉赖尔，他觉得留在剑桥自己会慢慢死掉，那不如寻找一个快速死去的机会。 不久后，他开始在盖伊医院担任药房勤务工，职责是把药品从药房分送至病房。根据赖尔妻子的说法，维特根斯坦在病房中建议病人们别吃那些药。 1942年，赖尔邀请维特根斯坦来自己位于瑞士的家中，他的儿子在日记中记录道：
Wink（维特根斯坦）极为生疏——他英语说的不太好，一直在说“我的意思是”，还一直在想说“不可容忍”时说成“它的‘可容忍’”。
尽管盖伊医院的职员未被告知维特根斯坦的身份，但他还是被人认了出来。医院里有个曾出席过道德科学俱乐部的医生，被认出后，维特根斯坦恳求他“千万别告诉任何人我是谁！” 有些职员称呼他“维特根斯坦教授”，他被允许与医生们一起吃饭。盖伊医院的生活十分孤独，1942年新年夜，维特根斯坦在给朋友赫特的信中写道：“总体上，我感觉孤独，害怕未来的岁月！……我希望你有一点快乐，希望你比我更珍惜自己的一切所有。” 在盖伊医院期间，维特根斯坦接受了膽石移除手术。
在这期间，维特根斯坦通过弗朗西斯·斯金纳结识了基思·柯克，一个出身劳工阶层的青少年。柯克曾是斯金纳手下的学徒，维特根斯坦向他教授物理和机械知识，帮他通过了行业协会考试。然而柯克并未意识到维特根斯坦的感情，而只视他为普通教师。 斯金纳死后，柯克似乎也与维特根斯坦断了联系。维特根斯坦在日记中写道：“虽然一周前我向他要消息，但十天都没有再听到K（柯克）的事情了，我觉得他也许已经跟我断交了。一个悲剧性的念头！” 事实上柯克结婚去了，他们没有再联系。
维特根斯坦在盖伊医院结识了一个对哲学感兴趣的医生巴兹尔·里弗，当时里夫正跟随R.T.格兰特学习空袭伤亡导致的创伤性休克（与血容量減少相关）的诊断和治疗。 伦敦大轰炸结束后，可供研究的伤者减少，因此在1942年11月，格兰特和里弗转到了皇家维多利亚诊所研究交通和工业伤亡。格兰特为维特根斯坦提供了一份实验室研究员的工作，工资每周4英镑，住处在泰恩河畔纽卡斯尔的布兰德林公园28号，这份工作从1943年4月29日开始，一直到1944年2月。 他与查尔斯·达尔文的曾孙伊拉斯谟·达尔文·巴洛一同工作。
1946年夏季，维特根斯坦越来越经常考虑辞去自己的剑桥教职工作，并对学术哲学越发厌恶。这段时间他爱上了剑桥的医学本科生本·理查兹，他在日记里写道：“我对B.（本·理查兹）的爱在我身上唯一之事就是这个：它把关系我的处境和工作的其它小事赶到了背景里。” 9月30日，从斯旺西返回剑桥的那天，维特根斯坦写道：“我反感这个地方的一切。人们的呆板、造作和自满。大学的气氛令我作呕。” 曾经在药房一同工作罗伊·弗拉克是维特根斯坦唯一保持联系的盖伊医院的同事，他于1943年加入军队，直到1947年才返回。维特根斯坦曾频繁的写信给身处军队的弗拉克，催促他回家。

1947年5月，维特根斯坦被邀请至牛津大学乔伊特学会演讲，主题是关于一篇笛卡尔“我思故我在”的论文研讨。在演讲中，他完全忽略了问题本身，而专注于把自己的哲学方法套用到提出的问题上。参会者H.A.普利查德对此表示不满：
维特根斯坦：如果有人看着天对我说，“我想快下雨了，因此我存在。”那么我不理解他。
普利查德：这都很好；但我们想知道的是：“我思故我在”是否有效？

## 1947–1951：晚年
1947年，维特根斯坦辞去了剑桥教席，专注哲学写作。1947-1948年，他前往爱尔兰旅行，住在都柏林的罗斯酒店，后搬到威克洛郡的一处农舍，在此他完成了MS（手稿）137，卷R。 为了寻求更加孤寂的生活，他搬到了爱尔兰的东岸的一座度假小屋，在那里可以俯瞰基拉里峡湾。
1949年4月，应时任康奈尔大学教授的诺曼·马尔科姆邀请，维特根斯坦动身前往美国纽约州伊萨卡，并在那里呆了七个月。他告诉马尔科姆，自己没有心情研究哲学：“自三月份起我没有做任何工作，并且我也没有尝试去做的力量。”都柏林的一位医生诊断他为贫血，为他开了补铁剂和保肝药。马尔科姆的《回忆维特根斯坦》记录了维特根斯坦在美国的这段生活经历。 这段时间维特根斯坦开始探讨认识论，尤其是哲学怀疑主义，这些内容最终被收录在了《论确实性》中。
从美国返回伦敦后，维特根斯坦被诊断为前列腺癌，并已扩散至骨髓。后两月他在维也纳度过，他的姐姐赫尔敏娜也罹患癌症，她甚至已无法认出维特根斯坦，更不能与之交谈。“这对我和我们所有人来说都是个巨大的损失，”他写道，“比我预料的更加严重。”赫尔敏娜死后，他在一些朋友之间游走：1950年4月来到剑桥，与G.H.冯·赖特呆在一起；然后到伦敦与拉什·瑞伊斯同住；接着到牛津拜访伊莉莎白·安斯康姆，当时他写给马尔科姆说，自己已无法再从事任何哲学。8月，他与本·理查德兹前往挪威，后又回到剑桥。11月27日，维特根斯坦搬进位于 Storey's 街的爱德华·贝文医生的房子。他表示不希望死在医院里，因此贝文医生与其夫人琼安提出，维特根斯坦可在他们家里度过最后时日。贝文夫人起初有些惧怕维特根斯坦，但不久两人便成为了好友。

1951年初，维特根斯坦意识到自己时日无多。他于1月29日在牛津撰写了遗嘱，任命瑞伊斯为遗嘱执行人，安斯康姆和冯·赖特为其作品保管者。在写给马尔科姆的信中，他表示“我的心灵已经完全死去。但这不是诉苦，因为我并未遭受折磨。我明白人生必然有终点，而心灵是最先消退的东西。” 2月，他回到贝文医生的房子，继续编写手稿175和176。这些手稿构成了后续作品《论确实性》和《论色彩》。 4月16日，就在去世前13天，维特根斯坦在给马尔科姆的信中写道：
一件美妙的事情发生了。大约一个月前，我突然感到自己处于做哲学的极佳状态。我本来以为我再也没有能力从事哲学了。这是两年来首次，这种幕帘从我脑海消失。——当然，迄今为止我已经工作了五个星期，明天或许就能完成这一切；我现在振奋不已。

### 逝世

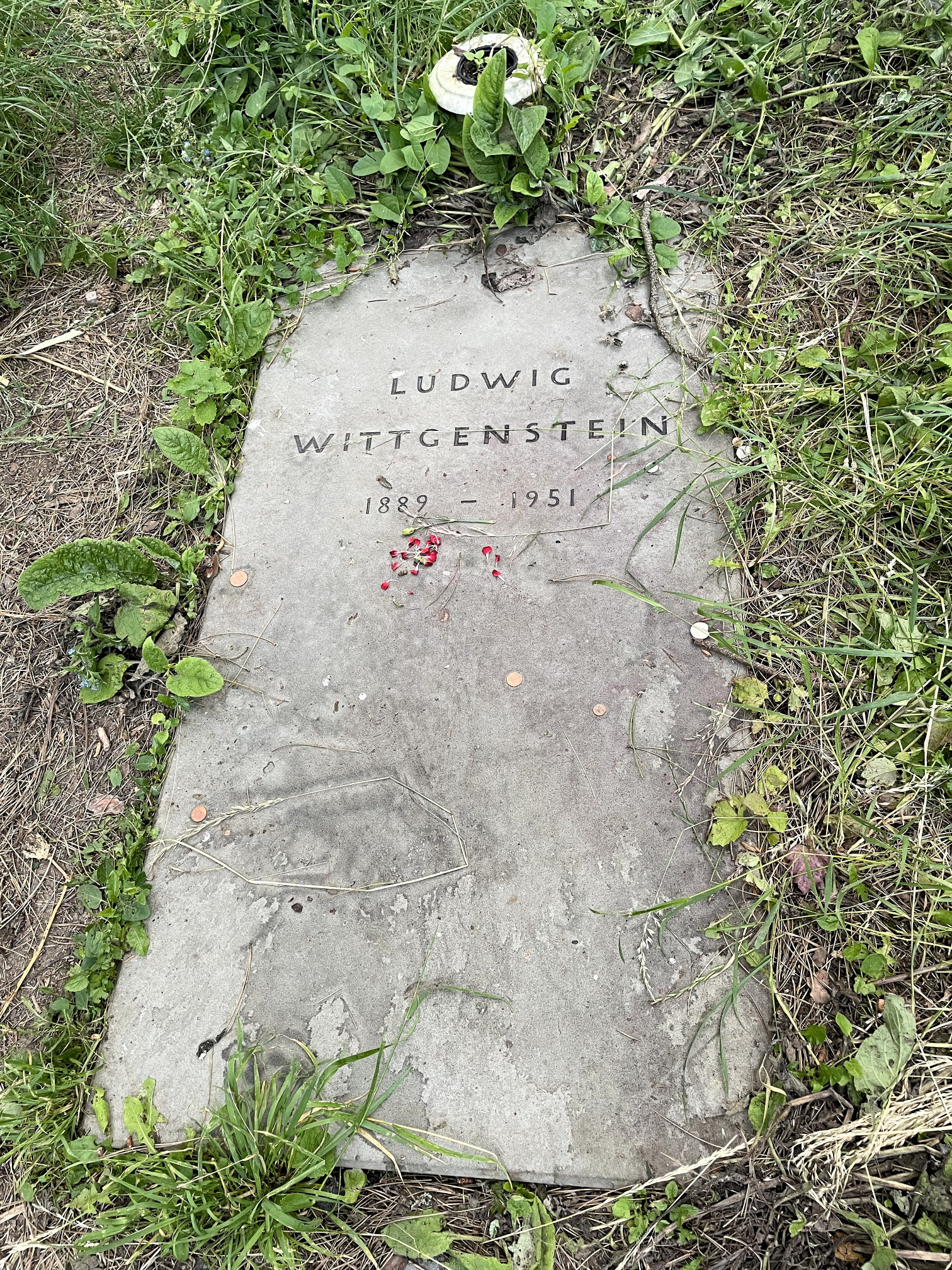
位于剑桥阿森松教区墓地的维特根斯坦墓碑

1951年4月26日，维特根斯坦开始编写最后一份手稿——MS 177，这天是他的62岁生日。第二天下午他外出散步，并写下了生前最后一篇文章。当晚他感觉病得十分厉害，从贝文医生那儿得知自己只有几天可活时，他叫道“很好！”28日晚，贝文夫人陪伴在他床边，失去意识前，维特根斯坦对她说：“告诉他们我过了极好的一生。” 马尔科姆形容这句话是“出奇的感人的话语”。
有四位学生陪伴在维特根斯坦临终床边——本·理查德兹、伊莉莎白·安斯康姆、约里克·史密西斯和莫里斯·奥康纳·德鲁里。其中安斯康姆和史密西斯是天主教徒，多米尼克修士康拉德·佩勒应后者要求而出席（维特根斯坦曾要求一位“不是哲学家的牧师”，并且在死前多次与佩勒见面）。 最初他们不确定这是否符合维特根斯坦的遗愿，但后来回忆起他曾希望天主教朋友们为他祷告，因此他们为他作了祷告，不久之后维特根斯坦被宣告死去。
人们在剑桥阿森松教区墓地为维特根斯坦举行了一个天主教葬礼。 杜瑞后来说他一直困扰于是否这样安排葬礼是合适的。 2015年，墓碑由英国维特根斯坦协会翻新。
维特根斯坦曾在其宗教相关论述中表现出对天主教的兴趣和共情，但他从未考虑成为一位天主教徒。据马尔科姆所言，维特根斯坦更多的是将天主教作为一种生活方式，而不仅仅是一种信仰。
维特根斯坦没有接受或拒绝任何宗教；他只希望保持清晰的对话，无论其是否为宗教性质。——T. Labron (2006)
有些评论家认为维特根斯坦在一定程度上持有不可知论。
我不会说“明天见”，因为这像是对未来的预测，我可以肯定自己做不到这一点。——维特根斯坦 (1949)

## 1953：《哲学研究》出版

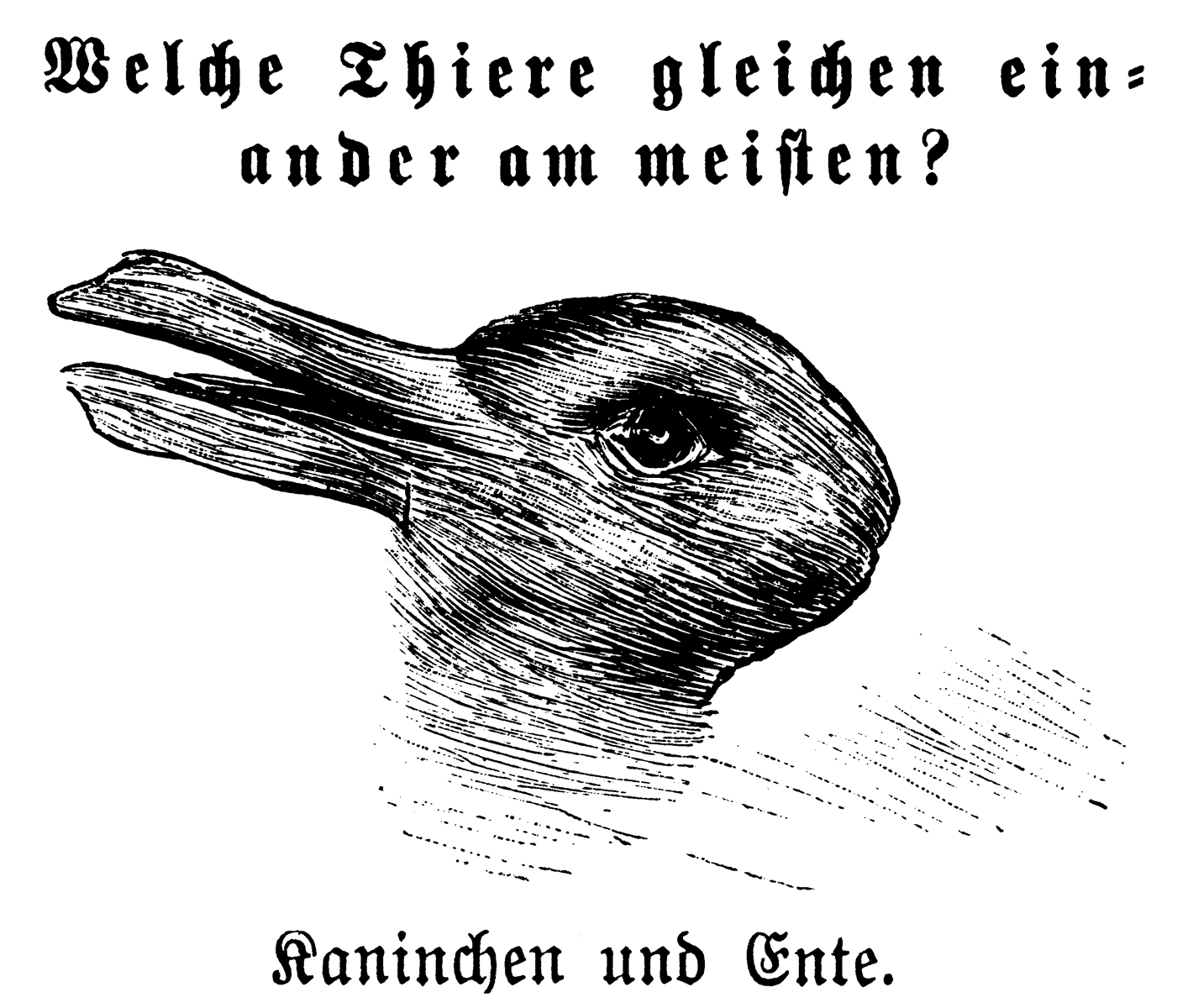
《哲学研究》第二部分，第六节探讨的“鸭兔错觉”

维特根斯坦在1933-1934年间在剑桥任教的讲义被整理为了《蓝皮书》，这部文本标志着他晚年对语言哲学的观念转向。
《哲学研究》在1951年维特根斯坦去世时已接近完成，他的文本保管者优先考虑将其出版，因为这部作品内在的重要性，也因为维特根斯坦本人的出版意愿。1953年，《哲学研究》分两部分出版。第一部分原计划在1946年出版，但当时维特根斯坦撤回了手稿。篇幅较短的第二部分由他的编辑者伊莉莎白·安斯康姆和拉什·瑞伊斯添加至此作品。在这部作品中，维特根斯坦要求读者将语言视为一种多元的语言游戏，语言的各个组成部分在其中发挥作用。他表示，大多数哲学问题都源自对语言的误用，例如脱离了语境、惯常用法和语法而思考字词的意义——他说“哲学问题产生在语言休假的时候”。
对维特根斯坦而言，当语言从其固有领域转入形而上学的环境，哲学问题就不可避免的产生了，因为在这种环境中，原本熟悉且必要的标志、语境的线索都被移除。他将这形而上学环境比喻为光滑冰面：一种完美符合哲学与逻辑上精准的语言，不再有日常语境下的泥泞感，似乎所有哲学问题都可解决；但是，正因为缺乏摩擦力，语言事实上完全无法在此环境中运作，“我们无法前行”。维特根斯坦认为，哲学家们必须离开这光滑冰面，回到日常语言的“粗糙地面”。 《哲学研究》大部分内容都由避免这种最初错误的案例组成，从而哲学问题应当消失，而不是被解决：“我们所追求的清晰当然是一种完全的清晰。而这只是说：哲学问题应当完全消失。”

## 其它遗作
维特根斯坦去世后留下了大量文稿，包括83份手稿，46份打字稿，以及11份口述稿，合计共约20,000页。从其中筛选掉重复内容、更正文本、松散的笔记和编辑作品后，还剩余有三分之一可出版内容。 一个由卑尔根大学运作的网站可查看并检索几乎所有这些文稿。 2011年，有两箱曾被认为在二战期间遗失的维特根斯坦文稿被重新发现。
除《哲学研究》外，至少还有三部作品已接近完成。其中两部为“大量的打字稿”：《哲学评论》和《哲学语法》。维特根斯坦的文学保管人冯·赖特表示“它们都是几近完成的作品，但维特根斯坦并未将其发表。” 另一部作品是《論色彩》，“关于颜色理论，他写了相当多东西，该作品是这些观点的浓缩。”

## 影響

### 评价
罗素描述维特根斯坦为“天才人物的最完美范例”：富有激情、深刻、炽热并且有统治力。
1999年在美国大学教师中的一项调查显示，《哲学研究》被认为是20世纪哲学最重要的作品，作为“20世纪哲学的跨领域杰作，吸引了不同专业和哲学方向的兴趣”。 明尼苏达大学认知科学中心将此书排在20世纪最具影响力的作品第54位。
网络哲学百科全书作者，弗吉尼亚军事学院的邓肯·里希特称维特根斯坦“是20世纪最具影响力的哲学家之一，有些人甚至将他与伊曼努尔·康德比肩。” 彼得·哈克认为，维特根斯坦对20世纪哲学的贡献主要体现在他的早期思想对维也纳学派的影响，以及晚期思想对牛津“日常语言哲学”及剑桥哲学家的影响。
尽管他被认为是现代以来最重要的哲学家之一，但其作品也受到一些负面评价。例如阿根廷-加拿大哲学家马里奥·邦格表示“维特根斯坦因其无足轻重而受欢迎。” 邦格认为，维特根斯坦的哲学是琐碎的，因为它们只是在处理一些无关紧要的问题，并且忽略了科学。 据邦格所言，维特根斯坦的语言哲学过于浅薄，因为它无视了有关语言学的科学研究。 他还表示，维特根斯坦的心灵哲学也仅仅是臆断的，因为它并非基于心理学的科学研究。

### 学界阐释
关于维特根斯坦的思想有许多完全不同的阐释。据他的友人兼同事冯·赖特所言：
他认为……他的观点已被广泛误解和扭曲，即使在学科专业人士那里也不例外。他对未来自己能被更好理解表示怀疑。有次他说，他感到自己正为思想方式完全不同的人写作，这些人呼吸着与现代人不同的空气。
关于维特根斯坦“早期思想”和“晚期思想”的分界（也即《逻辑哲学论》与《哲学研究》的观点差异），学者仍未达成一致。有人认为这种观点的转变是迅速的，而另一些人则通过对其未出版作品（遗作）的分析断定这是渐进的过程。

#### 新维特根斯坦学派
一个关于维特根斯坦学说的主要阐释被归为“新维特根斯坦学派”，成员包括科垃·戴蒙、爱丽丝·克拉瑞和詹姆斯·科南特。因为《逻辑哲学论》书尾的结论似乎与其内容相悖，新维特根斯坦学派主张以一种“疗愈手段”的方式理解维特根斯坦的作品——将他的作品视为灵感来源，而不是为超越形而上学理论，它帮助我们走出哲学泥沼、摆脱困惑。 为达成这一点，学派提出应将《逻辑哲学论》作为“纯粹的荒谬文本”来阅读——认为它的目的不是为带来实际的哲学观点，而是为了促使读者放弃哲学揣测。这类疗愈手段观点可追溯到哲学家约翰·威兹德姆的作品，以及奧茨·科克·鮑斯馬对维特根斯坦《蓝皮书》的评述。
“疗愈手段”观点也受到了一些批评：汉斯-约翰·格洛克认为，以“纯粹的荒谬文本”的方式阅读《逻辑哲学论》“与众多的外部证据不相符，因为在写作和访谈中，维特根斯坦曾表示《逻辑哲学论》是为表达不可言说的洞见。”
汉斯·斯鲁加和鲁伯特·瑞德主张对维特根斯坦的作品采用“后疗愈手段”和“解放的”阐释方法。

#### 伯特兰·罗素
1944年10月，维特根斯坦与在美国生活多年的罗素几乎同时回到剑桥。当时罗素关于宗教和道德的作品在美国引发了巨大争议。维特根斯坦在给朋友德鲁利的信中表示：
罗素的作品应该用两种颜色装订……写数学逻辑的书用红色——每个哲学学生都应该读；写伦理和政治的书用蓝色——任何人都不得读。
罗素对维特根斯坦的晚期作品也有类似看法：
我没有从维特根斯坦的《哲学研究》中发现任何有趣的东西，也不能理解为什么整个学界都在其书页中找到了智慧。就心理学而言这是令人惊讶的。早年的维特根斯坦是个带着激情思考的人，他深切知晓那些我们认同的难题，并表现出（至少是我认为的）真正的哲学天才。但晚期的维特根斯坦却相反，他似乎厌倦了严肃的思考，并发展学说来使这类思考变得不再必要。我无法相信具备懒惰后果这种学说为真理。不过我也意识到，我对此学说存在偏见，因为假如它为真理，那么哲学，即使是在最好的情况下，它也不过是有助于词典编撰，而在最坏的情况下，只能作为饮茶时的闲谈。

#### 索尔·克里普克
索尔·克里普克在其1982年作品《维特根斯坦关于规则与私人语言》中认为，维特根斯坦《哲学研究》的中心论证是一个毁灭性的规则遵循悖论，它摧毁了我们在日常使用语言时始终遵循规则的可能性。克里普克表示，这个悖论是“哲学领域至今为止最彻底、最原始的怀疑论难题。”
克里普克的论述引发了大量衍生作品，有人认为他提出的怀疑论难题是敏锐、有趣的，而另一些人则认为该难题更像是个伪问题，它来自对维特根斯坦作品的选择性阅读。剑桥哲学家马丁·库施为克里普克作了辩护。

## 作品
| 作品原名                                                                      | 中文译名                           | 出版时间 | 备注                                                               |
| ----------------------------------------------------------------------------- | ---------------------------------- | -------- | ------------------------------------------------------------------ |
| Tractatus Logico-Philosophicus                                                | 逻辑哲学论                         | 1922年   | 最初被译为《名理论》，译者张申府，陈启伟校                         |
| Wörterbuch für Volksschulen                                                   | 民校学生词典                       | 1925年   |                                                                    |
| Philosophische Untersuchungen                                                 | 哲学研究                           | 1953年   |                                                                    |
| Notes on Logic                                                                | 逻辑学笔记                         | 2008年   |                                                                    |
| On Certainty                                                                  | 论确实性                           | 1969年   | 关于知识与确定性的断言合集，对行动理论有重要影响。                 |
| Bemerkungen über die Farben                                                   | 論色彩                             | 1977年   |                                                                    |
| Blue and Brown Books                                                          | 蓝皮书和棕皮书                     | 1958年   | 1933-1935年剑桥授课讲义                                            |
| Bemerkungen über die Grundlagen der Mathematik                                | 关于数学基础的评论                 | 1978年   | 维特根斯坦1937-1944年有关数学与逻辑作品选集                        |
| Bemerkungen über die Philosophie der Psychologie                              | 心理学哲学评论                     | 1980年   |                                                                    |
| Philosophische Bemerkungen                                                    | 哲學評論                           | 1975年   |                                                                    |
| Some Remarks on Logical Form                                                  | 哲学逻辑评论                       | 1929年   |                                                                    |
| Vorlesungen und Gespräche über Ästhetik, Psychoanalyse und religiösen Glauben | 美學，心理學及宗教信仰的講課及會話 | 1967年   |                                                                    |
| Philosophical Grammar                                                         | 哲学语法                           | 1978年   |                                                                    |
| Culture and Value                                                             | 文化与价值                         | 1970年   | 关于文化问题，例如宗教、音乐，以及克尔凯郭尔哲学的评论。           |
| Zettel                                                                        | 纸条集                             | 1967年   | 与《论确定性》、《文化与价值》类似，维特根斯坦思考片段、日记合集。 |
| Bemerkungen über Frazers "The Golden Bough"                                   | 评论弗雷澤的金枝                   | 1967年   | 评论詹姆斯·弗雷澤的《金枝：巫術與宗教之研究》                      |
| Last Writings on the Philosophy of Psychology                                 | 心理学哲学最后著作                 | 1994年   |                                                                    |
| A Lecture on Ethics                                                           | 关于伦理学的讲演                   | 1929年   |                                                                    |
| Wittgenstein and Vienna Circle                                                | 維根斯坦與維也納學圈               | 1967年   | 1929-1932記錄                                                      |
| Notebooks 1914–1916                                                           | 戰時筆記                           | 1960年   |                                                                    |

### 脚注
1. ↑  王偉雄. . 立場新聞. 2015-10-23  [2019-02-24]. （原始内容存档于2021-06-24）.
2. 1 2  Dennett, Daniel. . Time Magazine Online. 29 March 1999  [29 November 2011]. （原始内容存档于2013-08-26）.
3. ↑  Dennett, Daniel. . Time. 29 March 1999. （原始内容存档于16 October 2007）.
4. ↑  Stern, David. . European Journal of Philosophy. 2010-09, 18 (3)  [2022-10-20]. doi:10.1111/j.1468-0378.2010.00425.x. （原始内容存档于2022-10-22） （英语）.
5. ↑  Lackey, Douglas P. . The Philosophical Forum. 1999, 30 (4): 329–346. ISSN 1467-9191. doi:10.1111/0031-806X.00022 （英语）.
6. ↑  Proops, Ian.  (PDF). European Journal of Philosophy. 2001, 9 (3): 375–404  [16 February 2018]. doi:10.1111/1468-0378.00142. （原始内容存档 (PDF)于2022-08-12）.
7. ↑  Wittgenstein, Ludwig, Private Notebooks: 1914-1916 (edited and translated by Marjorie Perloff), New York: Liveright Publishing Corporation, 2022, p. 79.
8. ↑  . Goethe Institute. （原始内容存档于2 March 2011）. 当他的父亲于1913年去世时……路德维希继承了一笔可观的遗产……然后，他作为志愿军加了一战时的奥匈帝国军队，战后因为抑郁的困扰，他把全部（剩余）的遗产送送给自己的兄弟姐妹，在下奥地利州乡下生活，在那里他成为了一名小学教师。
9. ↑  Duffy, Bruce. . The New York Times. 13 November 1988  [2022-10-20]. （原始内容存档于2022-01-21）.
10. ↑  Diamond, Cora. . St. John's College. St. John's College. 28 April 2017  [2022-10-20]. （原始内容存档于2022-10-22）.
11. ↑  L. Wittgenstein (1998), pp. 6-7, Culture and Value, ed. by Georg Henrik von Wright, rev. ed. London: Wiley-Blackwell, ISBN 0631205713, ISBN 978-0631205715.
12. 1 2  Hallett, Garth. . Cornell University Press. 1977: 66. ISBN 978-1-5017-4340-5 （英语）.
13. 1 2 3  Bramann, Jorn K.; Moran, John. . Frostburg State University. 1979, 15: 106–124  [2 September 2010]. S2CID 144157990. doi:10.1017/S0067237800012686. （原始内容存档于25 June 2018）.
14. ↑  Preston, John. . www.wittgensteinchronology.com.   [6 July 2018]. （原始内容存档于6 July 2018）.
15. ↑  Bartley 1994，第199–200頁.
16. ↑  Monk 1990，第4-5頁.
17. ↑  蒙克 2011，第4-5頁.
18. 1 2  Edmonds & Eidinow 2001，第63頁.
19. ↑  Monk 1990，第7頁.
20. ↑  蒙克 2011，第7頁.
21. ↑  Edmonds & Eidinow 2001，第102頁.
22. ↑  Chatterjee, Ranjit. . 2005: 178. ISBN 9780820472560.
23. 1 2 3 4 5  Gottlieb, Anthony. . The New Yorker. 9 April 2009  [2022-10-20]. （原始内容存档于2014-06-23）.
24. ↑  . mt.ccnmtl.columbia.edu.   [16 February 2018]. （原始内容存档于2016-05-06）.
25. ↑  . Wittgenstein archive. University of Cambridge.   [2 September 2010]. （原始内容存档于18 December 2008）.
26. ↑  McGuinness 1988，第21頁.
27. ↑  P. M. S. Hacker. . mathshistory.st-andrews.ac.uk. University of Oxford.   [27 February 2021]. （原始内容存档于2022-10-20）.
28. ↑  . www.initiative-denkmalschutz.at. Verein Initiative Denkmalschutz. 24 March 2021  [27 April 2021]. （原始内容存档于2022-11-27）.
29. ↑  Bartley 1994，第16頁.
30. 1 2 3  Malcolm, Norman; Winch, Peter. . Cornell University Press. 1994. ISBN 9781134725793.
31. 1 2  Monk 1990，第8頁.
32. ↑  蒙克 2011，第8頁.
33. ↑  McGuinness 1988，第18頁.
34. ↑  蒙克 2011，第8-9頁.
35. ↑  Redpath, Theodore. . London: Duckworth. 1990: 112. ISBN 9780715623299.
36. ↑  Edmonds & Eidinow 2001，第157頁.
37. ↑  Monk 1990，第442-443頁.
38. 1 2  Monk 1990，第14-15頁.
39. ↑  蒙克 2011，第14頁.
40. ↑  Heijerman, Eric.  (PDF). Muzikologija. 2005, (5): 393–395. doi:10.2298/MUZ0505393H . （原始内容存档 (PDF)于14 July 2014）.
41. 1 2  Monk 1990，第11頁.
42. 1 2  蒙克 2011，第11頁.
43. ↑  Kenny, Anthony. . The New York Times. 30 December 1990  [2022-10-21]. （原始内容存档于2022-10-21）.
44. ↑  . Wittgenstein archive. University of Cambridge.   [7 September 2010]. （原始内容存档于2005-12-29）.
45. ↑  Fitzgerald, Michael. . European Child & Adolescent Psychiatry. 2000, 9 (1): 61–65. PMID 10795857. S2CID 1015505. doi:10.1007/s007870050117.
46. ↑  Waugh 2008，第38頁.
47. ↑  Waugh 2008，第10頁.
48. ↑  Waugh 2008，第24–26頁.
49. ↑  Monk 1990，第11ff頁.
50. ↑  Waugh 2008，第22–23頁.
51. ↑  Hirschfield, Magnus.  VI. 1904: 724., citing an unnamed Berlin newspaper, cited in turn by Bartley, p. 36.
52. ↑  Waugh, Alexander. . The Daily Telegraph. 30 August 2008. （原始内容存档于11 January 2022）.
53. ↑  蒙克 2011，第12頁.
54. ↑  Waugh 2008，第128頁.
55. ↑  McGuinness 1988，第156頁.
56. ↑  蒙克 2011，第14-15頁.
57. ↑  蒙克 2011，第15頁，译注“实科中学（Realschule），（德国，奥地利的）一种中学，学习的科目与文法学校的侧重点不同。”
58. 1 2  McGuinness 1988，第51ff頁.
59. ↑  Waugh 2008，第33頁.
60. 1 2 3  McGuinness 1988，第51頁.
61. ↑  Sandgruber, Roman. . Oberösterreichische Nachrichten (Linz). 26 February 2011  [5 July 2016]. （原始内容存档于2022-10-21）.
62. 1 2 3  Hamann 2000，第15–16, 79頁.
63. ↑  蒙克 2011，第15-16頁.
64. 1 2 3  蒙克 2011，第15頁.
65. ↑  Stonborough-Wittgenstein, Gretl. Reviewed in "Portraits of Wittgenstein", Flowers & Ground.[需要完整来源]
66. 1 2  Monk 1990，第18頁.
67. 1 2  蒙克 2011，第18頁.
68. ↑  Malcolm 1958，第6頁.
69. ↑  Wittgenstein, Ludwig. . April 1933: 24.[需要完整来源]
70. ↑  Wittgenstein, Ludwig. . 由Finch, Peter翻译. Chicago: University of Chicago Press. 1984. ISBN 9780226904351.
71. ↑  蒙克 2011，第13頁.
72. ↑  McGuinness 2008，第34頁.
73. ↑  Portraits of Wittgenstein, 113
74. ↑  Wittgenstein, Ludwig, reviewed in Wittgenstein's Religious Point of View, Tim Labron
75. ↑  Ashford, Bruce R.  (PDF). Journal of the Evangelical Theological Society. June 2007, 50 (2): 357–75  [2022-10-24]. （原始内容存档 (PDF)于2022-10-20）.
76. ↑  Monk, Ray. . Prospect Magazine. 20 July 1999  [24 August 2014]. （原始内容存档于2022-12-06）.
77. 1 2  Monk 1990，第148頁.
78. 1 2  蒙克 2011，第151頁.
79. 1 2  Monk 1990，第136頁.
80. 1 2  蒙克 2011，第138頁.
81. 1 2  蒙克 2011，第141頁.
82. ↑  Monk 1990，第138頁.
83. ↑  蒙克 2011，第125頁.
84. ↑  Monk 1990，第122頁.
85. ↑  Ludwig Wittgenstein, "Lectures on Religious Belief"
86. 1 2  Rush Rhees, "Ludwig Wittgenstein: Personal Recollections"
87. ↑  蒙克 2011，第547頁.
88. ↑  Monk 1990，第19-26頁.
89. ↑  蒙克 2011，第19-26頁.
90. ↑  Hamann 2000，第229頁.
91. ↑  Cohen, M. (2008). Philosophical Tales. Blackwell. p. 216.
92. 1 2  McGuinness 2008，第141頁.
93. 1 2  For the view that Wittgenstein saw himself as completely German, not Jewish, see McGuinness, Brian. "Wittgenstein and the Idea of Jewishness". In Klagge (2001).
94. ↑  For the view that Wittgenstein saw himself as Jewish, see Stern, David. "Was Wittgenstein Jewish?". In Klagge (2001).
95. ↑  Goldstein 1999，第167ff頁.
96. ↑  . Mind (Oxford University Press). 2001. JSTOR 2659846.
97. ↑  McGinn, Marie. . Times Literary Supplement. 26 May 2000.
98. ↑  Fitzgerald, Michael. . Routledge. 2 August 2004: 308. ISBN 9781135453404.
99. ↑  Kersaw, Ian. . W. W. Norton & Company. 2000: 16ff  [2022-10-24]. ISBN 9780393320350. （原始内容存档于2023-11-01）.
100. ↑  Monk 1990，第15頁.
101. ↑  Hamann 2000，第[页码请求]頁.
102. 1 2  Thiede, Roger. . Focus. 16 March 1998  [2022-10-24]. （原始内容存档于2021-07-14）.
103. 1 2  . Das Bundesarchiv [The Federal Archives]. c. 1901  [2021-05-18]. 183-R99197. （原始内容存档于2021-05-18）.
104. ↑  See, e.g., MS 154.[需要完整来源]
105. ↑  Wittgenstein, Ludwig. . 由Finch, Peter翻译 2nd. Oxford: Blackwell. 1998: 15e–19e [16e]. ISBN 9780631205708.
106. ↑  Sluga & Stern 1996，第2頁.
107. ↑  Sluga 2011，第14頁.
108. ↑  Ground, Ian. . TLS.   [2021-05-19]. （原始内容存档于2022-12-20）.
109. ↑  Monk 1990，第27, 29頁.
110. ↑  蒙克 2011，第27-28頁.
111. 1 2  Lemco, Ian. . Notes and Records of the Royal Society of London. 22 January 2007, 61 (1): 39–51. JSTOR 20462605. S2CID 145564093. doi:10.1098/rsnr.2006.0163.
112. ↑  Monk 1990，第30-35頁.
113. ↑  蒙克 2011，第29-34頁.
114. 1 2  Mays 2015，第137頁.
115. ↑  Mays 2015，第138頁.
116. ↑  Beaney 1997，第194–223, 258–289頁.
117. 1 2  Monk 1990，第30頁.
118. 1 2  蒙克 2011，第29-30頁.
119. 1 2 3  Monk 1990，第36頁.
120. ↑  蒙克 2011，第35頁.
121. ↑  Kanterian 2007，第36頁.
122. 1 2  O'Connor, J.J.; Robertson, E.F. . St Andrews University.   [2 September 2010]. （原始内容存档于2020-02-07）.
123. ↑  蒙克 2011，第37-38頁.
124. ↑  蒙克 2011，第38頁.
125. ↑  McGuinness 1988，第88-89頁.
126. 1 2 3  Monk 1990，第41頁.
127. 1 2 3  蒙克 2011，第40頁.
128. ↑  McGuinness 1988，第88頁.
129. ↑  Russell 1998，第282頁.
130. ↑  林慎. . 哲學新媒體. 2021-06-07  [2023-10-25]. （原始内容存档于2023-12-11） （中文（繁體））.
131. ↑  Pitt, Jack. . Russell: The Journal of Bertrand Russell Studies. 1981, 1 (2)  [2022-10-25]. doi:10.15173/russell.v1i2.1538 . （原始内容存档于2022-10-26）.
132. ↑  Klagge, James Carl; Nordmann, Alfred (编). . Rowman & Littlefield. 2003: 332.
133. ↑  Nedo & Ranchetti 1983，第89頁.
134. ↑  Edmonds & Eidinow 2001，第22–28頁.
135. ↑  Eidinow, John; Edmonds, David. . The Guardian. 31 March 2001  [2022-10-25]. （原始内容存档于2019-10-10）.
136. ↑  . The Guardian (Guardian first book award 2001). 21 November 2001  [2022-10-25]. （原始内容存档于2019-10-10）.
137. ↑  蒙克 2011，第48頁.
138. 1 2  McGuinness 1988，第118頁.
139. ↑  Monk 1990，第76頁.
140. ↑  蒙克 2011，第79頁.
141. ↑  McGuinness 2008，第39頁.
142. 1 2  McGuinness 2008，第59頁.
143. ↑  Monk 1990，第75頁.
144. ↑  蒙克 2011，第78頁.
145. ↑  蒙克 2011，第100頁.
146. ↑  McGuinness 2008，第63頁.
147. ↑  Flowers & Ground 2015，第151頁.
148. 1 2  Monk 1990，第85頁.
149. 1 2  蒙克 2011，第89頁.
150. ↑  蒙克 2011，第241-242頁.
151. ↑  Monk 1990，第238–240頁.
152. ↑  Monk 1990，第258頁.
153. ↑  蒙克 2011，第261頁.
154. ↑  Goldstein 1999，第179頁.
155. ↑  蒙克 2011，第50頁.
156. ↑  von Wright 1990，第221頁.
157. ↑  von Wright 1990，第230頁.
158. ↑  蒙克 2011，第92頁.
159. ↑  蒙克 2011，第88-89頁.
160. 1 2  Kanterian 2007，第40頁.
161. ↑  von Wright 1990，第88頁.
162. 1 2 3  蒙克 2011，第96頁.
163. 1 2 3  蒙克 2011，第157頁.
164. ↑  Monk 1990，第72頁.
165. ↑  蒙克 2011，第75頁.
166. 1 2  蒙克 2011，第123頁.
167. ↑  Derbyshire, Jonathan. . Financial Times. 6 September 2019  [2020-08-01]. （原始内容存档于2020-08-03）.
168. ↑  Stewart, Jon (编). . Ashgate Publishing. 2009: 216.
169. ↑  蒙克 2011，第108頁.
170. ↑  . Financial Times. 2019-09-06  [2022-10-28]. （原始内容存档于2020-08-03）.
171. 1 2  蒙克 2011，第98頁.
172. ↑  蒙克 2011，第98-99頁.
173. ↑  McGuinness 2008，第58頁.
174. ↑  Monk 1990，第96頁.
175. ↑  蒙克 2011，第99頁.
176. ↑  维特根斯坦 2009，6.127.
177. ↑  蒙克 2011，第104-105頁.
178. ↑  蒙克 2011，第264頁.
179. 1 2  Edmonds & Eidinow 2001，第45–46頁.
180. 1 2  蒙克 2011，第106頁.
181. ↑  Monk 1990，第103頁.
182. ↑  McGuinness 1988，第200頁.
183. ↑  蒙克 2011，第107頁.
184. 1 2 3  King, Iain. . Military History Monthly. 17 April 2014  [23 July 2014]. （原始内容存档于2021-03-09）.
185. 1 2  Greenstreet, Stuart. . Philosophy Now.   [23 July 2014]. （原始内容存档于2022-10-28）.
186. ↑  蒙克 2011，第115頁.
187. ↑  Monk 1990，第137-142頁.
188. ↑  Waugh 2008，第114頁.
189. ↑  Monk 1990，第137頁.
190. ↑  蒙克 2011，第156頁.
191. ↑  Monk 1990，第154頁.
192. ↑  Klagge, James Carl. . MIT Press. 22 December 2010: 68. ISBN 978-0-262-01534-9.
193. ↑  蒙克 2011，第144頁.
194. ↑  Monk 1990，第141頁.
195. ↑  蒙克 2011，第144-145頁.
196. ↑  Monk 1990，第141-142頁.
197. ↑  Monk 1990，第44, 116, 382–384頁.
198. ↑  Schardt, Bill; Large, David. . The Philosopher.   [2022-10-28]. （原始内容存档于2022-10-28）.
199. ↑  Tolstoy, Leo. . New York: T.Y. Crowell. 1896: 2, 17–100. ISBN 978-1152219274.
200. ↑  Hanna, Robert.  (PDF). （原始内容 (PDF)存档于23 May 2013）.
201. ↑  King, Iain. . 17 April 2014  [23 July 2014]. （原始内容存档于2021-03-09）. ... the two halves of his war service seem to be reflected in a change of writing style. Protected from danger until spring 1916, his words were dry, abstract, and logical. Only when he was in the midst of action did he confront ethics and aesthetics, concluding their 'truths' could only be shown, not stated.
202. ↑  Monk 1990，第182-183頁.
203. ↑  蒙克 2011，第186頁.
204. 1 2  Bartley 1994，第33–39, 45頁.
205. ↑  Bartley 1994，第33–34頁.
206. ↑  . Birmingham Daily Mail. 15 May 1918  [7 September 2010]. （原始内容存档于2022-10-28） –Mike Johnston (3 August 2009). "Wittgenstein in Birmingham". Eyes v. Ears. The body of Mr. David Hugh Pinsent, a civilian observer, son of Mr. and Mrs. Hume Pinsent, of Foxcombe Hill, near Oxford and Birmingham, the second victim of last Wednesday's aeroplane accident in West Surrey, was last night found in the Basingstoke Canal, at Frimley.
207. ↑  蒙克 2011，第160-161頁.
208. ↑  蒙克 2011，第175頁.
209. ↑  Monk 1990，第169頁.
210. ↑  Edmonds & Eidinow 2001，第68頁.
211. ↑  Waugh 2008，第150頁.
212. ↑  Klagge 2001，第185頁.
213. ↑  Malcolm, Norman. . London Review of Books 3 (21). 19 November 1981  [2022-10-31]. （原始内容存档于2022-12-06）.
214. ↑  Monk 1990，第195頁.
215. ↑  Bartley 1994，第107頁.
216. ↑  Monk 1990，第196, 198頁.
217. ↑  Russell 1922.
218. ↑  Russell, Nieli. . SUNY Press. 1987: 113. ISBN 9781438414713.
219. ↑  Edmonds & Eidinow 2001，第35ff頁.
220. ↑  维特根斯坦 2009，6.371-2.
221. 1 2  . Cambridge Wittgenstein archive.   [4 September 2010]. （原始内容存档于13 February 2010）.
222. ↑  White, Roger. . Continuum International Publishing Group. 2006: 145.
223. 1 2  维特根斯坦 2009，前言.
224. ↑  Grayling, A. C. . Oxford University Press. 2001: 16ff. ISBN 978-0-19-285411-7.
225. 1 2  维特根斯坦 2009.
226. ↑  蒙克 2011，第215-216頁.
227. ↑  Monk 1990，第212, 214–216, 220–221.頁.
228. ↑  蒙克 2011，第216頁.
229. ↑  Mellor, D.H. . Philosophy. 1995, 70 (272): 243–26299  [2022-11-02]. S2CID 143786971. doi:10.1017/S0031819100065396. （原始内容存档于2022-11-02）.
230. 1 2  Monk 1990，第212頁.
231. ↑  蒙克 2011，第223-224頁.
232. ↑  Monk 1990，第220頁.
233. ↑  Ezard, John. . The Guardian. 19 February 2005  [2022-11-02]. （原始内容存档于2022-11-02）.
234. ↑  . Printed Matter.   [4 December 2020]. （原始内容存档于2022-11-02） （英语）.
235. ↑  Monk 1990，第224, 232–233頁.
236. ↑  蒙克 2011，第235-236頁.
237. 1 2  蒙克 2011，第236頁.
238. 1 2  Monk 1990，第225頁.
239. ↑  Waugh 2008，第162頁.
240. ↑  蒙克 2011，第235頁.
241. ↑  蒙克 2011，第375-376頁.
242. 1 2  蒙克 2011，第376頁.
243. ↑  Monk 1990，第370-371頁.
244. ↑  Hanfling, Oswald. . Oxford: Blackwell. 1981: 3. ISBN 978-0-631-12566-2.
245. ↑  Grayling, A. C. . Oxford. 22 February 2001: 65–72. ISBN 0192854119. OCLC 46909597.
246. ↑  . 7 September 2012  [16 February 2018]. （原始内容存档于2017-06-30）.
247. ↑  Rudolf Carnap (1963). "Autobiography". In P.A. Schilpp (ed.). The Philosophy of Rudolf Carnap. The Library of Living Philosophers, Volume 11. La Salle: Open Court. pp. 25–27.
248. 1 2  Hyde, Lewis. . The New York Times. 6 April 2008  [2022-11-04]. （原始内容存档于2022-11-04）.
249. 1 2  Jeffries, Stuart. . The Guardian. 5 January 2002  [2022-11-04]. （原始内容存档于2008-02-16）.
250. ↑  蒙克 2011，第239頁.
251. 1 2  Monk 1990，第240頁.
252. 1 2  蒙克 2011，第243頁.
253. ↑  Monk 1990，第255頁.
254. ↑  Alan Wood (1957). Bertrand Russell: The Passionate Sceptic. (London: Allen and Unwin). p. 156
255. ↑  Monk 1990，第271頁.
256. ↑  Braithwaite 1970，第[页码请求]頁.
257. ↑  . Cambridge Wittgenstein Archive. （原始内容存档于3 November 2007）.
258. ↑  .   [2022-11-06]. （原始内容存档于2020-02-07）. The most important contribution de Valera made to mathematics both in Ireland and internationally was the foundation of the Dublin Institute for Advanced Studies (DIAS) in 1940.
259. ↑  Legally, German from 3 July 1938: Verordnung über die deutsche Staatsangehörigkeit im Lande Österreich, 3 July 1938 （页面存档备份，存于）.
260. ↑  Waugh 2008，第137ff, 204–209頁.
261. ↑  Waugh 2008，第224–226頁.
262. ↑  Edmonds & Eidinow 2001，第98, 105頁.
263. ↑  . London Gazette (Supplement). 5 May 1939.
264. ↑  Edmonds & Eidinow 2001，第98頁.
265. ↑  Moran, John. . New Left Review: 83–96. May–June 1972  [2022-11-08]. （原始内容存档于2022-11-08）.
266. ↑  Malcolm 1958，第23–24頁.
267. ↑  Malcolm 1958，第25頁.
268. ↑  Monk 1990，第528頁.
269. ↑  Malcolm 1958，第26頁.
270. ↑  Hodges, Andrew. . London: Vintage Books. 2014: 194. ISBN 978-1-784-70008-9.
271. ↑  Diamond 1989.
272. ↑  Lambridis, Helle. Szczesny, Gerhard , 编. . Club Voltaire: Jahrbuch für kritische Aufklärung (Munich: Szczesny Verlag). 1963, 1: 257–270.
273. ↑  Lambridis, Helle.  [Imagined Dialogue with Wittgenstein]. Athens: Academy of Athens. 2004. ISBN 960-404-052-9.
274. ↑  蒙克 2011，第478頁.
275. 1 2  蒙克 2011，第435頁.
276. ↑  蒙克 2011，第436頁.
277. ↑  Monk 1990，第431頁.
278. ↑  Monk 1990，第434頁.
279. ↑  Monk 1990，第432頁.
280. ↑  蒙克 2011，第438頁.
281. ↑  Monk 1990，第436頁.
282. ↑  蒙克 2011，第440頁.
283. ↑  蒙克 2011，第447頁.
284. ↑  Monk 1990，第443頁.
285. ↑  蒙克 2011，第446頁.
286. ↑  Monk 1990，第442-423頁.
287. 1 2  Schardt, Bill. . Newcastle Philosophical Society.   [8 April 2020]. （原始内容存档于6 September 2019）.
288. ↑  Cain, MJ. . Philosophy Now.   [2022-11-10]. （原始内容存档于2022-12-05）.
289. ↑  Stewart, G.J. . ANZ Journal of Surgery. 2007, 77 (s1): A82–A83  [2022-11-10]. S2CID 73370285. doi:10.1111/j.1445-2197.2007.04130_6.x. （原始内容存档于2022-11-10）.
290. ↑  Monk 1990，第447頁.
291. ↑  Kinlen, Leo. "Wittgenstein in Newcastle". In Flowers & Ground (2018), p. 364.
292. 1 2  . Evening Chronicle.   [2022-11-10]. （原始内容存档于2022-11-10）.
293. ↑  Cook, G.C. . British Medical Journal. 2006, 332 (7544): 798. PMC 1420686 .
294. ↑  蒙克 2011，第495頁.
295. 1 2  蒙克 2011，第497頁.
296. 1 2  Monk 1990，第493頁.
297. ↑  蒙克 2011，第501頁.
298. ↑  Monk 1990，第496頁.
299. ↑  维特根斯坦 2009，6.431.
300. 1 2 3  . Cambridge Wittgenstein archive.   [8 September 2010]. （原始内容存档于5 March 2009）.
301. ↑  Hayes, John. . History Ireland. 2018, 26 (4): 36–38. ISSN 0791-8224. JSTOR 26565897. For four months during that time he stayed in a cottage in Rosroe, Co. Galway, a dispersed settlement of six houses set between the mouth of Killary Harbour and a sea inlet called 'Little Killary'. 'Quay House', on the village pier, was owned by Myles Drury (1904–87), elder brother of a former Wittgenstein student, Maurice O'Connor Drury (1907–76).
302. ↑  Malcolm 2001，第[页码请求]頁.
303. 1 2  Malcolm 1958，第79ff頁.
304. 1 2  Malcolm 1958，第80–81頁.
305. 1 2  蒙克 2011，第583頁.
306. ↑  Roy, Louis. . Dominican University College. 8 January 2016  [26 July 2019]. （原始内容存档于2021-05-17）.
307. ↑  A Guide to Churchill College, Cambridge: text by Dr. Mark Goldie, pages 62 and 63 (2009)
308. ↑  Monk 1990，第576-580頁.
309. ↑  . www.britishwittgensteinsociety.org.   [16 February 2018]. （原始内容存档于2022-11-10）.
310. ↑  Malcolm 2001，第59–60頁.
311. ↑  Labron, Tim. . Continuum International Publishing Group. 2006: 47. ISBN 978-0-8264-9027-8.
312. ↑  Child, William. . Taylor & Francis. 2011: 218. ISBN 978-1-136-73137-2.
313. ↑  Kanterian 2007，第145–146頁.
314. ↑  Drury 1984，第160頁; cf. Drury 1973，第ix, xiv頁.
315. ↑  维特根斯坦 2001，38.
316. ↑  维特根斯坦 2001，107.
317. ↑  维特根斯坦 2001，133.
318. ↑  Stern 2010.
319. ↑  . wab.uib.no.   [2022-11-10]. （原始内容存档于2022-11-10）.
320. ↑   (新闻稿). Cambridge University. 28 April 2011  [2022-11-15]. （原始内容存档于2022-11-10）.
321. ↑  . The Times.   [2020-10-17]. ISSN 0140-0460. （原始内容存档于2022-11-12） （英语）.
322. ↑  Malcolm, Norman.  2nd. Oxford: Oxford University Press. 1984: 12. ISBN 978-0-19-924759-2.
323. ↑  Wittgenstein, Ludwig. . New York: Harper and Row. 1969: vie. ISBN 978-0-06-131686-9.
324. ↑  Russell: He was perhaps the most perfect example I have ever known of genius as traditionally conceived, passionate, profound, intense and dominating
325. ↑  Lackey, Douglas. . Philosophical Forum. December 1999, 30 (4): 329–346. doi:10.1111/0031-806X.00022.
326. ↑  . lindenbranch.weblogs.us.   [3 September 2010]. （原始内容存档于20 August 2011）.
327. ↑  . Millennium Project. （原始内容存档于11 October 2011）.
328. ↑  Richter, Duncan J. . 互联网哲学百科全书.   [16 February 2022]. （原始内容存档于2022-12-17）.
329. ↑  . Philosophy Now.   [17 October 2013]. （原始内容存档于2022-11-27）.
330. ↑  Biletzki, Anat; Matar, Anat. . . May 2, 2018  [17 May 2021]. （原始内容存档于2020-08-25）.
331. ↑  Bunge, Mario.  [Mario Bunge told us: "Philosophy can be ignored, but it cannot be avoided"]. Filosofía&Co. 2020  [2022-11-15]. （原始内容存档于2022-11-15） （西班牙语）.
332. ↑  Bunge, Mario. . . New York: Prometheus Books. 2010.
333. ↑  Bunge, Mario. . Toronto: University of Toronto Press. 1999: 57.
334. ↑  Bunge, Mario; Ardila, Rubén. . New York: Springer-Verlag. 1987: 11.
335. 1 2 3  Glock, Hans-Johann. . Kahane, Guy; Kanterian, Edward; Kuusela, Oskari  (编). . Blackwell. 2007: 37–65. ISBN 978-1-4051-2922-0.
336. ↑  Crary & Reed 2000，第1頁.
337. ↑  Wisdom, John. . Blackwell. 1953.
338. ↑  Bouwsma, O.K. . The Journal of Philosophy. 16 March 1961, 58 (6): 141–162. JSTOR 2023409. doi:10.2307/2023409.
339. ↑  Read, Rupert. . 2020  [2022-11-17]. ISBN 978-1-00-309097-7. S2CID 224868256. doi:10.4324/9781003090977. （原始内容存档于2022-11-10）.
340. ↑  . YouTube.   [2022-11-17]. （原始内容存档于2022-11-10）.
341. ↑  . YouTube.   [2022-11-17]. （原始内容存档于2022-11-10）.
342. ↑  Monk 1990，第471頁.
343. ↑  蒙克 2011，第475頁.
344. ↑  Russell, Bertrand. . New York: Allen & Unwin. 1959: 216–217. ISBN 978-0-04-192015-4.
345. ↑  Kripke 1982，第60頁.
346. ↑  维特根斯坦 2001.
347. ↑  维特根斯坦, 路德维希. . 广西师范大学出版社. 2002. ISBN 9787563334193.
348. ↑  维特根斯坦, 路德维希. . 由蔡, 政宏翻译. 桂冠. 2005. ISBN 9789577304780.
349. ↑  Aristotelian Society Supplementary Volume, Volume 9, Issue 1, 15 July 1929, pp. 162–171.
350. ↑  维特根斯坦, 路德维希. . 由韩, 林合翻译. 商务印书馆. 2013. ISBN 9787100094757.

## 延伸阅读

### 中文

#### 原著
- 《维特根斯坦哲学述评》，舒炜光著，三联书店，1982
- 《寻找家园──多维视野中的维特根斯坦语言哲学》，尚志英著，人民出版社，1992
- 《维特根斯坦哲学之路》，韩林合著，云南大学出版社，1996；台湾，1994
- 《维特根斯坦：一种后哲学的文化》，江怡著，社科文献出版社，1996，1998，2002
- 《维特根斯坦传》，江怡著，河北人民出版社，1997
- 《维特根斯坦》，江怡著，湖南教育出版社，1999
- 《走出语言的迷宫：后期维特根斯坦哲学概述》，王晓升著，社科文献出版社，1999
- 《〈逻辑哲学论〉研究》，韩林合著，商务印书馆，2000
- 《〈逻辑哲学论〉导读》，江怡著，四川教育出版社，2002
- “维特根斯坦”，《西方著名哲学家评传》（续编下卷），徐友渔著，山东人民出版社，1988
- 《“哥白尼式”的革命》，徐友渔著，上海三联书店，1994
- 《维特根斯坦：走出语言囚笼》，张学广编著，根据Ray Monk著Ludwig Wittgenstein: The Duty of Genius，辽海出版社，1999
- 《维特根施坦》，赵敦华著，香港，1987
- 《维特根斯坦哲学——他的前期哲学的诠释，批判和探索》，刘福增著，台湾，1987
- 《哲学分析的天才——维根斯坦》，陈荣波著，台湾，1982
- 《维根斯坦》，陈荣波撰，波尔森原著，台湾，1982

#### 译本
- 诺曼·马尔科姆：《回忆维特根斯坦》（Norman Malcolm, Ludwig Wittgenstein: A Memoir），李步楼、贺绍甲译，商务印书馆，1984
- 范·皮尔森：《维特根斯坦哲学导论》（C.A.Van Pearson, Ludwig Wittgenstein: An Introduction to His philosophy），刘东、谢维和译，四川人民出版社，1988
- 阿尔弗雷德·朱尔斯·艾耶尔：《维特根斯坦》，陈永实、许毅力译，中国社会科学出版社，1989
- 威廉·巴特利（英语：W. W. Bartley III）：《维特根斯坦传》，杜丽燕译，东方出版中心，2000
- 大卫·皮尔斯（英语：David Pears）：《维特根斯坦》，王成兵等译，昆仑出版社，2000
- 雷·蒙克：《维特根斯坦传——天才之为责任》（Ray Monk，Ludwig Wittgenstien: The Duty of Genius），王宇光译，浙江大学出版社，2011

### 外文

#### 卑尔根和剑桥大学存档
- Wittgenstein Archives at the University of Bergen 的存檔，存档日期24 July 2011.. Retrieved 16 September 2010.

- Wittgenstein News, University of Bergen. Retrieved 16 September 2010.
- Wittgenstein Source （页面存档备份，存于）, University of Bergen. Retrieved 16 September 2010.

- The Cambridge Wittgenstein Archive （页面存档备份，存于）. Retrieved 16 September 2010.

#### 遗稿研究
- Stern, David. . European Journal of Philosophy. September 2010, 18 (3): 455–467  [2022-10-20]. ISSN 1468-0378. doi:10.1111/j.1468-0378.2010.00425.x. （原始内容存档于2022-10-20）. Via HAL archives-ouvertes.fr （页面存档备份，存于） Via zenodo （页面存档备份，存于）
- Von Wright, G.H. "The Wittgenstein Papers", The Philosophical Review. 78, 1969.

#### 其它
- Agassi, J.  Ludwig Wittgenstein's Philosophical Investigations: An Attempt at a Critical Rationalist Appraisal.  Cham:  Springer, 2018, Synthese Library, vol. 401.
- Baker, G.P. and Hacker, P. M. S. Wittgenstein: Understanding and Meaning. Blackwell, 1980.
- Baker, G.P. and Hacker, P. M. S. Wittgenstein: Rules, Grammar, and Necessity. Blackwell, 1985.
- Baker, G.P. and Hacker, P. M. S. Wittgenstein: Meaning and Mind. Blackwell, 1990.
- Baker, Gordon P., and Katherine J. Morris. Wittgenstein's Method: Neglected Aspects: Essays on Wittgenstein. Malden, MA: Blackwell, 2004.
- Barrett, Cyril. . Blackwell. 1991.
- Brockhaus, Richard R. Pulling Up the Ladder: The Metaphysical Roots of Wittgenstein's Tractatus Logico-Philosophicus. Open Court, 1990.
- Conant, James F. "Putting Two and Two Together: Kierkegaard, Wittgenstein, and the Point of View for Their Work as Authors" in The Grammar of Religious Belief, edited by D.Z. Phillips. St. Martins Press, NY: 1996
- Crary, Alice. . MIT Press. 2007. ISBN 978-0-262-53286-0.
- Crary, Alice. . Nordic Wittgenstein Review. 2018, 7 (1): 7–41.
- Creegan, Charles. . Routledge. 1989. ISBN 978-0-415-00066-6.
- Eagleton, Terry. . UnHerd. 2022-05-15  [2022-05-23]. （原始内容存档于2022-11-11） （英国英语）.
- Edwards, James C. . University Presses of Florida. 1982.
- Engelmann, Paul. Letters from Ludwig Wittgenstein With a Memoir. Blackwell, 1967; New York: Horizon Press, 1968. The memoir is reprinted in F. A. Flowers III and Ian Ground, eds., Portraits of Wittgenstein, ch. 20 (2015) [1999], and Portraits of Wittgenstein: Abridged Edition, ch. 13 (2018). Bloomsbury Academic.
- Fraser, Giles. . The Guardian. 25 January 2010  [2022-11-16]. （原始内容存档于2022-11-10）.
- Gellner, Ernest. . Routledge & Kegan Paul. 1979.
- Grayling, A. C. . Oxford University Press. 2001. ISBN 978-0-19-285411-7.
- Hacker, P. M. S. Insight and Illusion: Themes in the Philosophy of Wittgenstein. Clarendon Press, 1986.
- Hacker, P. M. S. "Wittgenstein, Ludwig Josef Johann", in Ted Honderich (ed.). The Oxford Companion to Philosophy. Oxford University Press, 1995.
- Hacker, P. M. S. Wittgenstein's Place in Twentieth Century Analytic Philosophy. Blackwell, 1996.
- Hacker, P. M. S. Wittgenstein: Mind and Will. Blackwell, 1996.
- Holt, Jim, "Positive Thinking" (review of Karl Sigmund, Exact Thinking in Demented Times:  The Vienna Circle and the Epic Quest for the Foundations of Science, Basic Books, 449 pp.), The New York Review of Books, vol. LXIV, no. 20 (21 December 2017), pp. 74–76.
- Jormakka, Kari. "The Fifth Wittgenstein", Datutop 24, 2004, a discussion of the connection between Wittgenstein's architecture and his philosophy.
- Kishik, David. . Continuum. 2008.
- Klagge, James C. Wittgenstein's Artillery: Philosophy as Poetry. Cambridge, Massachusetts: The MIT Press, 2021.
- Leitner, Bernhard. . Press of the Nova Scotia College of Art and Design. 1973.
- Levy, Paul. Moore: G.E. Moore and the Cambridge Apostles. Weidenfeld & Nicolson, 1979.
- Luchte, James. "Under the Aspect of Time ("sub specie temporis"): Heidegger, Wittgenstein, and the Place of the Nothing" （页面存档备份，存于）, Philosophy Today, Volume 53, Number 2 (Spring, 2009)
- Lurie, Yuval. Wittgenstein on the Human Spirit.. Rodopi, 2012.
- Macarthur, David. "Working on Oneself in Philosophy and Architecture: A Perfectionist Reading of the Wittgenstein House." Architectural Theory Review, vol. 19, no. 2 (2014): 124–140.
- Padilla Gálvez, J., Wittgenstein, from a New Point of View. Frankfurt am Main: Lang, 2003. ISBN 3-631-50623-6.
- Padilla Gálvez, J., Philosophical Anthropology. Wittgenstein's Perspectives. Frankfurt a. M.: Ontos Verlag, 2010. ISBN 978-3-86838-067-5.
- Pears, David F. "A Special Supplement: The Development of Wittgenstein's Philosophy" （页面存档备份，存于）, The New York Review of Books, 10 July 1969.
- Pears, David F. The False Prison: A Study of the Development of Wittgenstein's Philosophy, Volumes 1 and 2. Oxford University Press, 1987 and 1988.
- Perloff, Marjorie. . University of Chicago Press. 1996.
- Peterman, James F. . SUNY Press. 1992.
- Pitcher, George. The Philosophy of Wittgenstein. Englewood Cliffs, N.J.: Prentice-Hall, Inc., 1964.
- Richter, Duncan J. "Ludwig Wittgenstein (1889–1951)" （页面存档备份，存于）, Internet Encyclopedia of Philosophy, 30 August 2004. Retrieved 16 September 2010.
- Rizzo, Francesco, "Kauffman lettore di Wittgenstein" （页面存档备份，存于）, Università degli studi di Palermo, Palermo, 2017.
- Scheman, Naomi and O'Connor, Peg (eds.). Feminist Interpretations of Ludwig Wittgenstein. Penn State Press, 2002.
- Schönbaumsfeld, Genia. A Confusion of the Spheres: Kierkegaard and Wittgenstein on Philosophy and Religion. Oxford University Press, 2007.
- Shanker, S.; Shanker, V. A. . Croom Helm. 1986.
- Shyam Wuppuluri, N. C. A. da Costa (eds.), "Wittgensteinian (adj.): Looking at the World from the Viewpoint of Wittgenstein's Philosophy" （页面存档备份，存于） Springer – The Frontiers Collection, 2019. Foreword by A. C. Grayling.
- Temelini, Michael. Wittgenstein and the Study of Politics. Toronto: University of Toronto Press, 2015.
- Whitehead, Alfred North; Russell, Bertrand. . Cambridge University Press. 1910.
- Xanthos, Nicolas, "Wittgenstein's Language Games" （页面存档备份，存于）, in Louis Hebert (dir.), Signo (online), Rimouski (Quebec, Canada), 2006.

#### 相关作品
- Doctorow, E. L.  City of God. Plume, 2001（描绘维特根斯坦与爱因斯坦之间的假想竞争）
- Doxiadis, Apostolos and Papadimitriou, Christos. Logicomix. Bloomsbury, 2009.
- Duffy, Bruce. The World as I Found It. Ticknor & Fields, 1987（关于维特根斯坦生活的虚构）
- Jarman, Derek. Wittgenstein, by Terry Eagleton, British Film Institute, 1993（维特根斯坦传记电影）
- Kerr, Philip. A Philosophical Investigation, Chatto & Windus, 1992（一部背景设定在2012年的惊悚电影）
- Markson, David. Wittgenstein's Mistress. Dalkey Archive Press, 1988（实验性小说，以第一人称叙述生活在《逻辑哲学论》的世界里）
- Tully, James. Strange Multiplicity: Constitutionalism in an Age of Diversity. Cambridge: Cambridge University Press, 1995
- Wallace, David Foster. The Broom of the System. Penguin Books, 1987, a novel.

## 外部連結
- 剑桥维特根斯坦档案（页面存档备份，存于）
- 维特根斯坦（页面存档备份，存于），斯坦福哲学百科全书
- 维特根斯坦，韋漢傑，香港人文哲學會
- 陈嘉映：〈维特根斯坦早期思想及其转变〉 （页面存档备份，存于）
- 陈嘉映：〈维特根斯坦后期思想〉 （页面存档备份，存于）
- 陈嘉映：〈維特根斯坦──天才人物的最完美範例〉 （页面存档备份，存于）（2004）
- 陈嘉映：〈維特根斯坦的哲學觀〉（页面存档备份，存于）（2006）
- 陈嘉映：〈周邊情況——一項維特根斯坦與奧斯汀比較研究〉 （页面存档备份，存于）（2012）
- 陈嘉映：〈談談維特根斯坦的「哲學語法」〉 （页面存档备份，存于）（2011）
- 成为希特勒梦魇的那个男孩 （页面存档备份，存于），金伯利·科尼什

- 路德维希·维特根斯坦作品的电子书格式  - Standard Ebooks
- Ludwig Wittgenstein的作品  - 古騰堡計劃
- C.K. Ogden's English translation of Tractatus Logico-Philosophicus (Gutenberg) （页面存档备份，存于）
- 互联网档案馆中路德维希·维特根斯坦的作品或与之相关的作品
- 來自路德维希·维特根斯坦的LibriVox公共領域有聲讀物
- 路德维希·维特根斯坦在豆瓣上的资料（简体中文）
- 中的“路德维希·维特根斯坦”
- Trinity College Chapel （页面存档备份，存于）
- YouTube上的John Searle on Ludwig Wittgenstein
- BBC Radio 4 programme on Wittgenstein （页面存档备份，存于）, broadcast 13 December 2011
- "A. J. Ayer's Critique of Wittgenstein's Private Language Argument" （页面存档备份，存于）
- Wittgenstein （页面存档备份，存于）, BBC Radio 4 discussion with Ray Monk, Barry Smith & Marie McGinn (In Our Time, 4 December 2003)
- 路德维希·维特根斯坦在數學譜系計畫的資料。
- In Our Time, Ludwig Wittgenstein （页面存档备份，存于）, broadcast 4 December 2003 on BBC Radio 4